# Raon-lès-Leau
Pour les articles homonymes, voir Raon.
Raon-lès-Leau [ʁɑ̃ lɛ lo] est une commune française située dans le département de Meurthe-et-Moselle, en région Grand Est.

## Géographie

### Localisation
Raon-lès-Leau est une minuscule commune en rive droite de la vallée de la Plaine, au nord de la commune vosgienne de Raon-sur-Plaine qui occupe la rive gauche de la Plaine. Son territoire, aujourd'hui anormalement exigu, puisqu'il a été happé en partie dans l'Alsace-Lorraine au traité de Francfort (1871), n'occupe aujourd'hui que les parties basses sous le mont de Charaille et sous la Côte de l'Église de part et d'autre du débouché de la petite vallée de Réquival. Minuscule territoire coincé en "cul-de-sac" entre le Bas-Rhin (au Nord), les Vosges (au Sud) et situé à l'extrêmité (Est) de la Meurthe et Moselle.

### Limites départementales et communales
La rivière joue dans cette vallée le rôle de limite départementale, en particulier jusqu'au hameau de la Trouche, commune vosgienne de Raon-l'Étape. La contrée est devenue essentiellement forestière après les différents déclins agro-pastoraux, de plus en plus prononcés du XIXe siècle au XXe siècle.

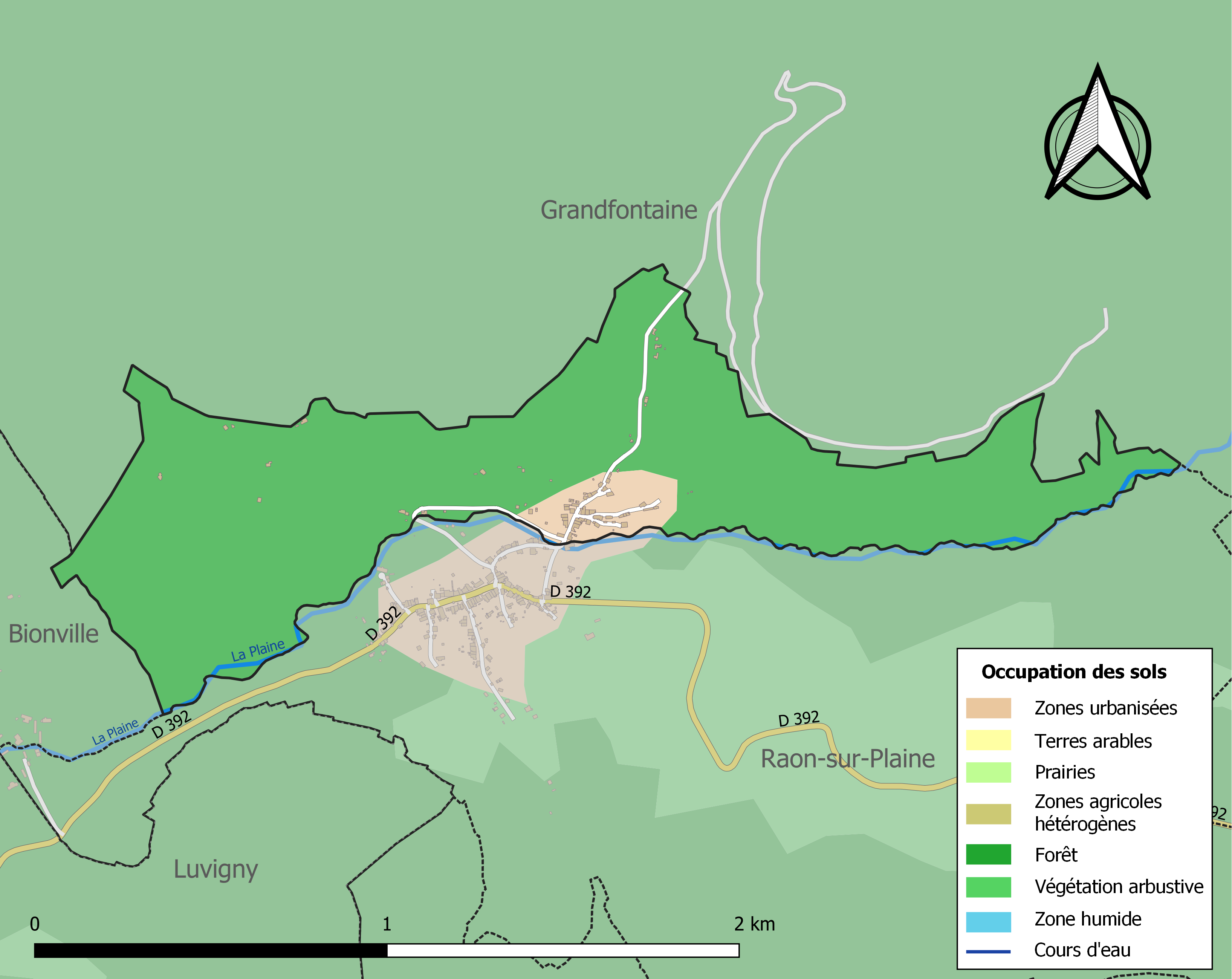
Esquisse de la commune tronquée de Raon-lès-Leau.

La commune de Grandfontaine étend un vaste territoire orientale qui s'enveloppe en demi-cercle autour des petites communes actuelles de Raon-sur-Plaine et de Raon-lès-Leau, ces dernières tronquées par l'annexion militaire des hauteurs voisines du Donon en 1871, étant séparées par la rivière Plaine et connectées par sa vallée droite à Bionville. En réalité, la commune de Grandfontaine autrefois terres de Salm, avant d'être incorporée au département des Vosges, une fois annexée, a hérité vers 1884 du glacis militaire prussien qui n'a jamais été matérialisé par des fortifications, alors que les communes de Wisches et de Schirmeck-Wackenbach, issues d'authentiques communautés alsaciennes avec des extensions forestières vers le petit Donon, n'ont absolument rien obtenu.
|           | Grandfontaine Bas-Rhin après 1884 |                                                                    |
| Bionville | Raon-lès-Leau                     | Grandfontaine Bas-Rhin après glacis militaire prussien (1871-1884) |
|           | Raon-sur-Plaine Vosges            |                                                                    |

### Géologie et relief
L'instituteur François-Eugène Rose mentionnait en 1888 que les terres restantes du finage étaient siliceuses, sauf à l'orient où le sable et le grès rouge l'emportaient. Il ajoutait avec pertinence que les grès rouges permiens constituaient un soubassement.
Raon-lès-Leau en rive droite de la Plaine se place, mis à part l'étroite bande d'alluvions de la vallée principale et du vallon de Réquival secondaire, dans les couches gréseuses, d'abord les couches rouges permiennes, le socle des rhyolites permiennes, autrefois nommées argilophyre ou porphyre de grès rouge, n'étant observable qu'en bordure de la vallée au niveau du village et surtout en amont, jusqu'à la Chaude Roche et sur le revers Saint-Pierre de la haute vallée de la Plaine, sur près de 100 mètres d'altitude. Ensuite les épaisses couches de grès vosgiens prennent le relais jusqu'à 600 mètres d'altitude à l'ouest et jusqu'à 750 mètres d'altitude à l'est. Au-dessus, domine le grès triasique, soubassement des hauteurs de la chaume de Réquival, de l'Hungerberg et de sa dérive méridionale dite Côte de l'église, ou de la montagne de Charaille.
Signalons que les actuelles limites avec Grandfontaine rendent caduques une description géologique cohérente, elles restreignent le territoire communal au vieux finage et à quelques bois, généralement à moins de 550 mètres d'altitude. La limite varie : au-dessus du vallon de la Foussote (Fossote en patois), à 480 mètres d'altitude, au-dessus de la Rochotte, vers 490 mètres d'altitude, au-dessus du vallon de la scierie Labbé, de 545 à 530 mètres d'altitude, respectivement à l'est et à l'ouest et dans la partie terminale du vallon Saint-Pierre, au maximum à 545 mètres d'altitude. En conséquence, les couches de grès triasique ne peuvent être aperçues qu'au-delà de la commune. Dans le fond du val Saint-Pierre, se repère surtout des lambeaux de kersantite et quelques traces de roches basiques, surtout présentes sur l'autre rive.
Cette région est véritablement modelée surtout à partir de 600 mètres d'altitude par les glaciations sommitales qui ne laissent que des zones de tourbières à partir de 7500 av. J.-C. Il y a à peine plus de 10 000 ans, les hauteurs étaient englacées et blanches, libérant des masses d'eaux gigantesques à la fonte estivale, ce qui explique la relative rectitude de la partie basse de la vallée de la Plaine.

### Hydrographie et les eaux souterraines
Hydrogéologie et climatologie : Système d’information pour la gestion des eaux souterraines du bassin Rhin-Meuse :
Territoire communal : Occupation du sol (Corinne Land Cover); Cours d'eau (BD Carthage),
Géologie : Carte géologique; Coupes géologiques et techniques,
 Hydrogéologie : Masses d'eau souterraine; BD Lisa; Cartes piézométriques.
Les trois ruisseaux, qui forment la rivière Plaine et remplissent son lit de grès rouges et de porphyre, sont, selon une vieille tradition paysanne :
- l'eau blanche de la Basse Saint Pierre, que les géographes actuels, notamment les cartographes de l'IGN, nomment la Plaine.
- le rivulet de la Basse de Réquival long de 6 km.
- le rupt des ardoisières, sur le finage voisin de Raon (Raon-sur-Plaine), arrivant de l'orient avec des eaux du sud du plateau du Donon.

L'eau blanche coule devant le revers ensoleillé de la montagne Saint Pierre, il s'agit de l'amont de la rivière Plaine qui est rejointe par la goutte du col du Donon, et les ruisseaux du Haut Donon et du Grand Donon qui se réunisse sous la colline du Cheval Crevé, la source de l'eau blanche de la Plaine se situe à 800 m d'altitude, les sources de Chaudes Roches à mi-vallée sous la scierie Saint-Pierre se mêle aussitôt aux eaux blanches.
La Basse de Réquival est un étroit vallon dont la ligne de talweg s'insinue vers le nord entre Roulé Bacon et Malcôte, avant de tourner à l'est en menant à la chaume de Réquival. Le rupt des Ardoisières n'est autre que l'actuel ruisseau des Gouttes, dite la Goutte-Guyot en 1845, qui traverse le village-rue de Raon-sur-Plaine.
Ces trois ruisseaux sont alimentés par diverses sources des abords ou des hauteurs qui étaient des chaumes, dénommées autrefois les "plains", ce qui explique le nom de la rivière, les eaux de Plain(e)s, devenue la rivière Plaine.
L'instituteur François-Eugène Rose écrit en 1888 que les ouragans (sic) de quelques heures ont des effets dévastateurs sur les forêts récentes des hauteurs. En moyenne, en bas de la vallée, le lit de la Plaine n'a qu'une pente moyenne de 2 cm par mètre. Les orages d'été violents, les tempêtes équinoxiales amènent fréquemment des débordements du cours d'eau. En juin 1888, une crue exceptionnelle est montée à 2,5 mètres de hauteur au niveau de la lame d'eau de la Plaine à hauteur du village. Les pics de chaleur, le plus souvent du 15 juillet au 20 août, peuvent assécher les terres et réduire les débits des grosses sources. Mais les pluies fréquentes, les vents irréguliers, les températures inconstantes caractérisent ce milieu de moyenne altitude, à proximité de sommets de 690 à 745 m d'altitude à l'occident et de 728 à 1000 m à l'orient.

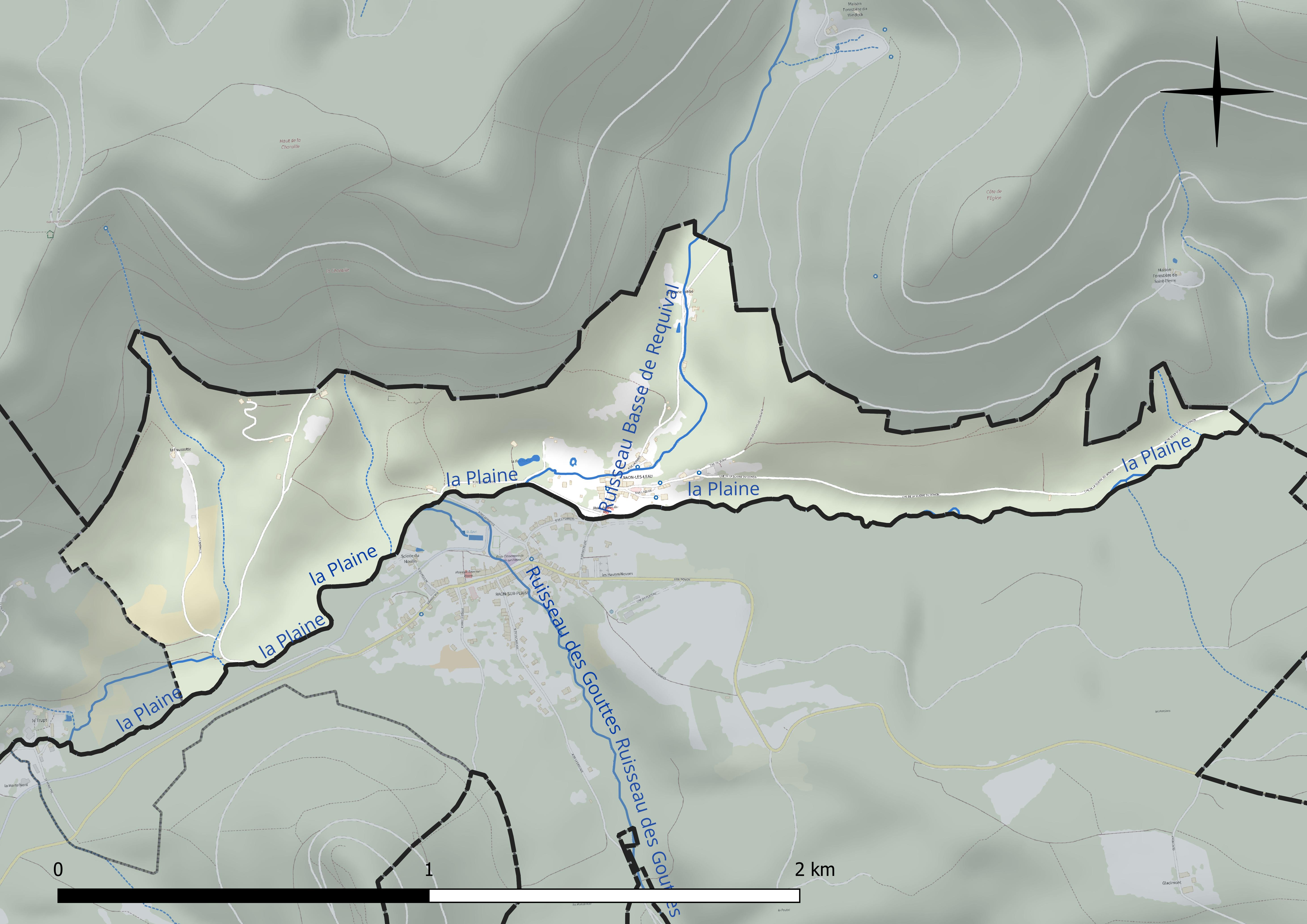
Réseau hydrographique de Raon-lès-Leau.

### Cadastre
La division des plans du cadastre napoléonien, utilisés administrativement tout au long du XIXe siècle, démarque trois sections de finage, outre les grands bois et forêts : 
- La Charaille, en aval du village.
- La scierie l'Abbé, incluant le village compris entre la Plaine et le Réquival (ruisseau).
- Les Chaudes Roches, décrivant le finage le plus en amont souvent exigu, en absence de vallons latéraux à droite.

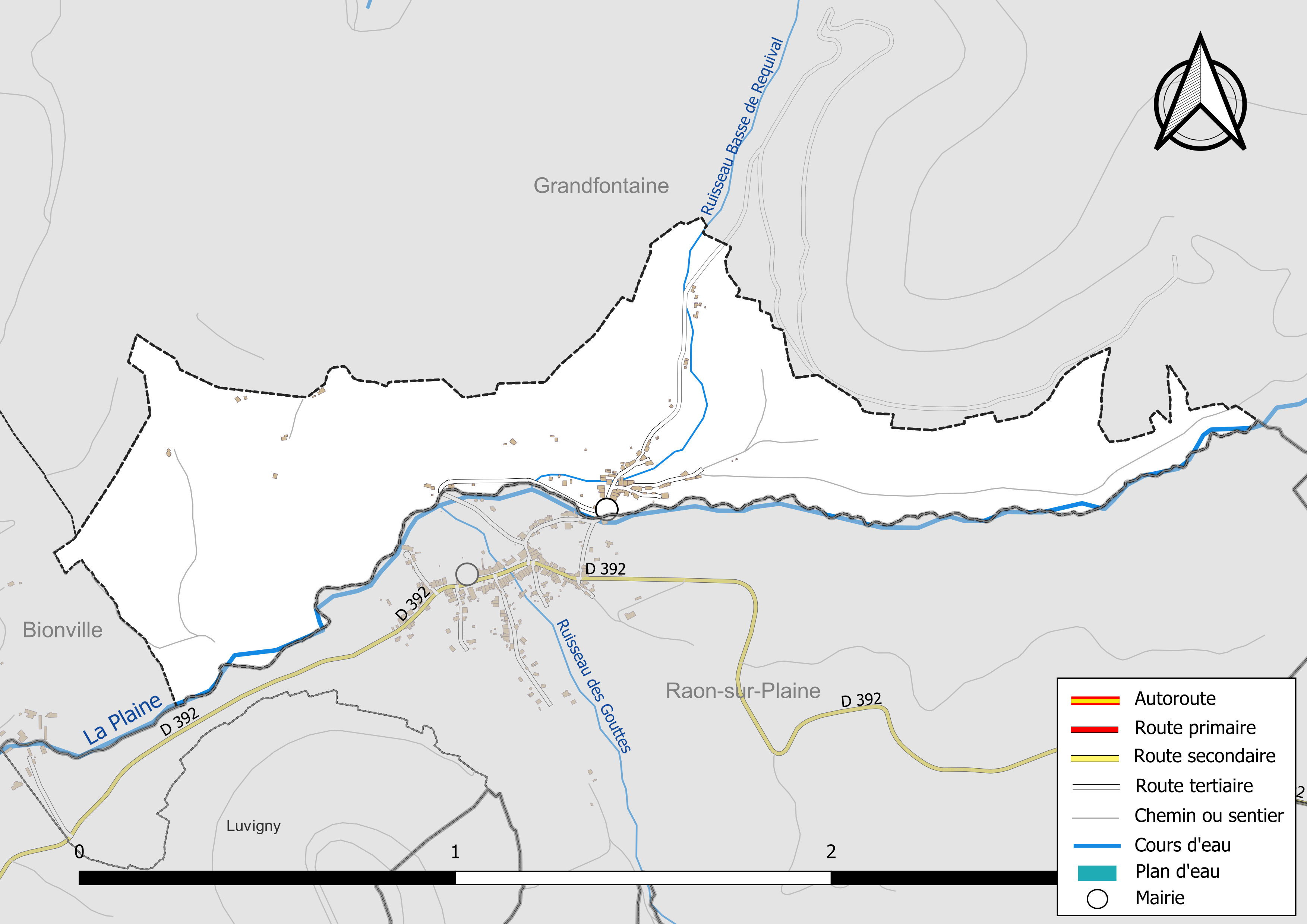
Plan schématique de Raon-lès-Leau.

### Climat
Pour des articles plus généraux, voir Climat du Grand Est et Climat de Meurthe-et-Moselle.
En 2010, le climat de la commune est de type climat de montagne, selon une étude du Centre national de la recherche scientifique s'appuyant sur une série de données couvrant la période 1971-2000. En 2020, Météo-France publie une typologie des climats de la France métropolitaine dans laquelle la commune est exposée à un climat semi-continental et est dans la région climatique  Vosges, caractérisée par une pluviométrie très élevée (1 500 à 2 000 mm/an) en toutes saisons et un hiver rude (moins de 1 °C). 
Pour la période 1971-2000, la température annuelle moyenne est de 9,4 °C, avec une amplitude thermique annuelle de 16,8 °C. Le cumul annuel moyen de précipitations est de 1 131 mm, avec 12,8 jours de précipitations en janvier et 10,6 jours en juillet. Pour la période 1991-2020, la température moyenne annuelle observée sur la station météorologique de Météo-France la plus proche, « Turquestein-blancrupt_sapc », sur la commune de Saint-Quirin à 11 km à vol d'oiseau, est de 10,2 °C et le cumul annuel moyen de précipitations est de 1 091,5 mm. 
La température maximale relevée sur cette station est de 38,3 °C, atteinte le 7 août 2015 ; la température minimale est de −18,4 °C, atteinte le 12 février 2012,,. 
Les paramètres climatiques de la commune ont été estimés pour le milieu du siècle (2041-2070) selon différents scénarios d'émission de gaz à effet de serre à partir des nouvelles projections climatiques de référence DRIAS-2020. Ils sont consultables sur un site dédié publié par Météo-France en novembre 2022.

## Urbanisme

### Typologie
Au 1er janvier 2024, Raon-lès-Leau est catégorisée commune rurale à habitat dispersé, selon la nouvelle grille communale de densité à sept niveaux définie par l'Insee en 2022.
Elle est située hors unité urbaine et hors attraction des villes,.

## Toponymie
Le nom de la localité est attesté sous les formes Rawons (1314) ; Ravon-sur-Plaine, dit « lez-l’eau » (XVIIIe siècle) ; Raon-lès-l’Eau ou Raon-lez-l’Eau (1782).

Henri Lepage oublie volontairement une graphie encore usuelle au début du XIXe siècle Raon-Lès-Los. L'instituteur Rose mentionne deux graphies usuelles au XIXe siècle Raon-Les-l'eaux et Raon-Lez-Eaux.

Raon de l'ancien mot lorrain Ravon », est un mot signifiant confluent. En langue locale, ce terme signifierait les eaux ou courants qui se rassemblent, mais aussi un passage surveillé ou aménagé, c'est-à-dire ici un gué plus tard équipé d'un péage médiéval, c’est-à-dire « La (Raon) d’au delà (de l’eau) », ce village étant au delà de la rivière par rapport à Raon-sur-Plaine (Vosges).

L'hydronyme promu toponyme, rawon(s) ou ruawon(s), indiquant une confluence, pourrait désigner de manière générique des habitats d'un ancien domaine ou mieux un chemin entre habitats au(x) confluent(s) ou ra(v)on(s) des eaux des Godiots, du Réquival et du haut val de Plaine[réf. nécessaire].

« Raon-lès-Leau » a pour forme savante le nom de la rivière Rabodeau, et a reçu pour toponyme le nom du cours d'eau sur lequel elle est située. 
Le secteur aval de la commune, dénommé La Charaille ou Charaye, par son ancien hameau et son chemin principal, distingue:
- des lieux-dits d'exploitation pastorale ou technique : les Fourières au nord du village, les prairies particulières ou en dehors de la prairie normée ou commune nommée hière, grâce au préfixe for en ancien français, du latin foris, marquant le dehors, l'exclusion du commun, « scie le Prêtre » [15] ou « séé ou sège le Prêtre » en patois, c'est-à-dire la scierie banale surveillée par la cure seigneuriale[20].
- des espaces dévoilant autrefois le socle rocheux : en petite éminence comme la Rochotte contournée par les deux chemins d'Allemagne, le vieux et le plus récent au XIXe siècle, en léger creux ou modeste reliquat de carrière d'extraction ou fosse d'exploitation, comme la Foussote qui se disait de manière plus explicite en patois lè Fossote[réf. nécessaire].
- des petits vallons suspendus ou rigoles d'écoulement d'eau en goutte (gotte en patois ou « gouttière » en français) : Roviégoutte ou Roviégotte marquée par son caractère rougeâtre ou séparateur (du latin populaire rubire, « rougir » donnant en ancien français le verbe rovir), « Neuve Lasgoutte, » en patois (Nieuve) Lasgotte, qui indiquerait soit les (nouveaux) lacs ou lacets de sa montée, soit les (nouvelles) lanières des longs champs parfois en terrasse, qui épousent la forme concave en trois dimensions du "petit vallon"[réf. nécessaire].
- des formes topographiques comme le rain ou rein, sorte de « ravin terreux » avec une structure en courbure convexe et bombée caractéristique : reins des Rots, en patois rain des Rotes ou au singulier rain des Rotes[21]. Le substantif féminin, rote, en ancien français est l'évolution de la (via) rupta, « voie rompue », frayée, au double sens de sentier, piste, chemin percé dans une forêt, et aussi de voie ou route du trafic marchand[22]. De part et d'autre, en haut et en bas, de ce ravin et quasi à-pics, il y avait des routes ou pistes fréquentées. Nous en connaissons deux : le chemin d'Allemagne sur la crête, la Charaille ou charaye[15], proche de l'adjectif ancien français charal, « carrossable », qualifiant une voie ou un chemin, attesté en 1162[23]. Sur le revers occidental de la basse de Réquival, deux lieux-dits, les montants de la Charrée à 250 mètres à vol d'oiseau au nord de l'église et la Charrée au voisinage de la scierie l'Abbé rappelle ce réseau de routes anciennes[24].

Le secteur du village et de la scierie l'Abbé distinguaient de même:
- des lieux-dits alliant un micro-toponyme agro-pastoral avec une localisation topographique ou circulatoire. Ainsi le pré du carrefour, les champs du chemin rappellent respectivement l'existence d'un carroge en ancien français, c'est-à-dire d'un carrefour de voie ou d'un lieu ou place de promenade aux abords du village, et la présence d'un chemin entre les lanières des champs allongés[26]. La basse de Requival désigne à la fois le ruisseau, le vallon et le chemin menant à la chaume de Réquival.
- Le Battant (Lo Bètant) désigne une installation hydraulique par sa production sonore, c'était aussi un ancien hameau ou faubourg entre le chemin de la scierie l'Abbé et le ruisseau de la Basse de Réquival. La séé l'Ebbé ou sège l'Abbé semble moins désigner une scierie exclusive à la forêt seigneuriale (abbé de Domèvre), qu'une scierie d'un vallon adossée à la montagne ou à la montée (ad bergo) vers les chaumes[réf. nécessaire].
- La Mal-Côte semble plutôt qualifier une côte à l'ombre, néfaste pour la culture, qu'une côte difficile à gravir. Toutefois, Émile Gerlach signale que ce préfixe associé à un radical tel que côte, mont ou un lieu d'habitation indique une ancienne voie ou route importante dans ses parages : il jouerait alors un rôle de repérage en négatif, c'est-à-dire de repoussoir de la circulation[27].
- Le jardin du Grand Père ou les jardins du Grand Pair, ou encore jardin Jodin pourrait rappeler l'existence d'une petite gelde ou jode, c'est-à-dire dire d'une confrérie ou association de défense médiévale. Le pair indique une association de mise en défense, induisant une protection de l'espace cultivé, contre le bétail divagant.
- Les Gens-mouots ou Gens morts, au-dessus de l'ancienne route de Blancrupt qui surmonte les champs de Chaudes Roches, et entre les petits champs et les grands champs de la Côte de l'église, pourraient indiquer un ancien hameau abandonné ou détruit par la soldatesque vers 1660, devenu dans l'esprit des villageois épargnés un mouroir ou de manière également plausible une ancienne fosse commune d'un hospice ou d'une maladrerie disparue, émettant des feux-follets[réf. nécessaire].

Au sortir du village, la rue de l’Église, dénommée grande rue près de l'église au XIXe siècle se scinde en deux chemins : en amont le chemin du Blanc c'est-à-dire l'ancien chemin du Blanc Rupt ou ancienne route de Blancrupt ou de Turquestein menant à la vallée de la Sarre blanche, et le long de la Plaine, le chemin de la scierie du Donon, autrefois de la scierie du Val Saint Pierre. Le chemin du Blanc une centaine de mètres après avoir longé le cimetière rejoint le chemin (ou la montée) vers la côte de l’Église ou ancienne côte de l'Abbé. La rue de la Mairie, autrefois la rue de la Grande-Fontaine qui séparait le haut du dessous du village fortifié, qui vient du pont de la Plaine se prolonge vers le chemin de la Basse de Réquival ou encore autrefois le grand chemin de la Scierie-l'Abbé. Le rempart du haut du village, entourant l'église fortifiée comme un donjon ou dominium possédait trois versants, sur la rivière Plaine au sud, sur le ruisseau (de la basse de Réquival) au nord, et à l'est au-dessus de l'église, délaissant le faubourg du même nom[réf. nécessaire].
L'amont cadastral dénommé Les Chaudes Roches est composé de lieux-dits relatifs aux sols et à la topographie. Le Rond Pré indique un pré couvrant une surface en forme de grande bosse arrondie. Les basses, d'un mot issu d'une forme ancienne en bakko, désignant à la fois une dépression, une vallée, un vallon et les eaux qui s'écoulent plus ou moins bien au fond, se nomment ici : Petite Basse et Grosse Basse selon la taille relative après francisation, Basse Genesse ou Bassote de Pôline(s) en patois par suite d'une confusion lointaine  entre une forme romane poline, proche du diminutif de pol en ancien français au sens de "mare, terrain bourbeux" et pole, désignant la « poule » au sens large, du latin puella, « jeune fille ». La Noix en version francisée, l'anoie en lorrain ou lè naoue en patois pourrait représenter près de la rivière Plaine une nolle ou une noue, soit un fond périodiquement submergé par la remontée des nappes phréatiques et par les apports de surface, mais aussi une ancienne prairie irriguée. La Truche, en amont de La Noix et en aval des prés de la scierie des Chaudes Roches, fait référence à une treiche lorraine ou trouche vosgienne, c'est-à-dire une terre le plus souvent en friches, mais périodiquement mise en culture selon les besoins.
Et les Châdes Roches à l'amont du cours de la Plaine pourraient indiquer un « amas de roches tombées » ou de « grosses pierres instables », avec un qualificatif antéposé proche du verbe latin cadere, « tomber, choir ».

## Histoire
Le temple de Mercure au sommet du Donon, fouillé à la fin des années trente par les équipes archéologiques strasbourgeoises de Jean-Jacques Hatt, a révélé un haut lieu de l'astronomie antique, mais aussi un centre des échanges religieux, profanes ou marchands entre peuples, à commencer par les Triboques, les Mediomatriques et les Leuques en ce point triple et sanctuarisé de frontière légendaire.

### Au voisinage du mont sacré ou Dunum
Le toponyme complet, d'abord au niveau seigneurial et religieux, semble n'apparaître qu'entre le premier partage avec indivis de 1598 et la convention du 21 décembre 1751 entérinant le second partage du comté de Salm. Le premier partage fait apparaître les terres du comté, appartenant à la maison de Lorraine, et les terres de principauté appartenant à la maison de Salm-Sauvage. Le second partage s'effectue entre le duché de Lorraine, sous obédience française et la principauté impériale autonome de Salm-Salm. La rive droite et nord de la Plaine où se placent les diverses communautés de Raon-lès-Leaux et Ban-le-Moine devient terres de France et de Lorraine alors que la rive gauche et midi de la rivière, où se situent les communautés de Luvigny, Vexaincourt, Allarmont, Celles-sur-Plaine reste terres de principauté. La partie méridionale de l'ancienne seigneurie médiévale des Rawons appartient en principe à la principauté de Salm-Salm, même s'il existe encore des droits seigneuriaux différents. Elle fait partie, comme sa voisine, du ban d'Allarmont depuis le XIIe siècle, administré par la mairie du Val d'Allarmont. Après avoir fait partie de la vaste municipalité d'Allarmont en 1790, cette communauté s'émancipe et se nomme désormais commune de Raon-sur-Plaine au sein du département vosgien en 1793.
Rawons, lieu-dit de lointaine origine gauloise (?) indiquant des "confluences d'eaux ruisselantes", est un petit domaine de la foresta mérovingienne, en dessous des chaumes de Réquival et celles plus vastes et exposées au couchant du Donon. Des troupeaux de cervidés, gibier royal, convergent sous le sommet du Donon à la saison des amours des cerfs. Les versants raides et/ou ombrés ne portaient que de vastes forêts mixtes de conifères et de feuillus. La vallée basse, véritable début de la longue et caractéristique vallée vosgienne de la Plaine, dès la fin de la période de la Tène était déjà aménagée en prairies humides, les premiers versants plus au sec sont rainurés en champs laniérés, parfois mis en planéité par des murets de pierres, capteurs de chaleurs, pour y cultiver seigle et avoine. Les ressources des milieux humides étaient exceptionnelles, les saumons de la mer du Nord et de l'Atlantique venant frayer dans les eaux des ruisseaux de la montagne vosgienne. L'élevage semi-nomadisant avec pâturage estival extensif et gestion intensive des prairies pour engranger le foin et le regain pour l'hiver, associé à la collecte de baies et l'apiculture itinérante de montagne justifie des densités humaines a minima voisines de 10 à 20 habitants par kilomètre carré. La présence de chemins gaulois et gallo-romains expliquent l'exploitation intense de la forêt et des ressources minérales. La fabrication de pierres à meules et de charbon de bois, attestée à la fin du Moyen Âge, remonteraient à cette période antique.

### Du comté de Langenstein au comté de Salm
Les possessions seigneuriales à Rawons ou dans le Val d'Allarmont ne proviennent point à l'origine de la maison de Salm, étrangère et originaires des Ardennes, installée initialement pour assurer la continuité et la mainmise des institutions religieuses messines, ni d'ailleurs de l'abbaye de Senones étendue démesurément, mais d'une noble famille alsacienne, la maison d'Alsace, lointaine héritière de la haute administration carolingienne et ici associée à la demande féodale sur les biens du monastère de Bodonmoutier, possessionnée au début du XIe siècle et installée au XIIe siècle avec un châtelain au château de Pierre-Percée autrefois nommé Langenstein ou Langstein, "Langue de Pierre" ou "Pierre Longue" ; elles s'expliqueraient par le contrôle des voies de passage et l'ancienne protection de la foresterie royale. Les principaux seigneurs avaient l'exclusivité des droits de pêche et de chasse, la richesse des eaux en truites et saumons leur procuraient des revenus importants. Les chemins de charrois gaulois puis gallo-romains qui marquent de leurs stigmates encore la montagne de Charaille et ses hauts abords occidentaux, de même que le secteur plus septentrional du Roulé Bacon, n'ont pas été abandonnés, ils sont parfois aménagés et rétablis au XIIe siècle pour transporter des petits chariots, nommés bennes ou bannes de charbon de bois à destination des fourneaux ou fours à minerais outre Donon. La voie des bannes qui suit la longue crête du Larmont, c'est-à-dire le revers dominant de la côte de la Petite Raon et de Moussey avant de descendre vers le col du Prayé et gagner Framont, c'est-à-dire ferratis mons ou la montagne de fer, qui reste toujours un centre actif de bas fourneaux et de martinets, bref une source de richesse pour les premiers seigneurs de Salm dominants la vallée alsacienne. Les chemins d'Allemagne, le petit et le grand, témoignent, au-delà d'un héritage antique supposé, d'un temps médiéval d'activités de roulage pour l'industrie sidérurgique.
Le val d'Allarmont est parcouru latéralement de nombreux chemins vers ce piémont des Vosges lorraines, le chemin d'Allarmont se dirigeant d'abord vers Saint-Sauveur puis Val avant Cirey, les chemins traversant Vexaincourt et surtout Luvigny rejoignant la Vezouze à Châtillon avant Cirey. La particularité de la passe des Raons est aussi l'accès facile à la haute vallée de la Sarre blanche, dénommée le val de Blancrupt, où s'était érigé entre Xe siècle et XIe siècle la seigneurie de Turquestein. Ces derniers seigneurs, rivaux de la châtellenie de Pierre-Percée fort encombrante pour l'autorité messine, avait reçu au XIe siècle l'avouerie de l'abbaye de Senones.
Les archives attestent en 1138 du village et bourg domanial sur le chemin des Rawons. Il existe un modeste marché relativement régulier, quelques tavernes et peut-être une foire d'automne et de printemps, car les convois de mules ou de roncins bâtées sillonnent avec hâte ce petit passage marchand qui relie l'Alsace, à commencer par la haute vallée de la Bruche, au piémont vosgien des pays plats lorrains, en particulier les bons pays de la Vezouze, Cirey et Blâmont, qui ouvre sur le Saulnois, pourvoyeur de sel.
Il dispose déjà d'une église en pierre entourée de diverses statues de pierre, la première et la plus grande du Val d'Allarmont, qui est le lieu de sépulture des enfants d'Agnès de Bar-Montbéliard, nièce du pape Calixte II par sa mère Ermentrude, vers 1136 dans l'accablement général, d'abord du jeune Villaume (ou Guillaume), fils héritier de feu Godefroy de Langenstein et de Hermann, son autre fils aîné issu de son second mariage vers 1110 avec Hermann II de Salm, protégé de l'évêque de Metz, Adalbéron, voué de l'abbaye de Senones, disparu vers 1134 à Frouard dans un combat en face des troupes messines et barroises. Son mari Hermann II de Salm, choisissant le camp du duc de Lorraine, Simon, s'est révolté contre les deux frères d'Agnès, Étienne de Bar, l'évêque de Metz et Renaud, le comte de Bar. Les aînés seraient morts pendant ou après le terrible siège d'une année entre 1135 et 1136 du château de Pierre-Percée par les troupes aguerries de son propre frère, l'évêque de Metz, Étienne de Bar. La tradition rapporte que les corps morts de ses fils auraient été exposés sur la roche de Pierre-à-cheval. Ce serait aussi le brave Isembaut, l'ermite, moine de Senones et prêtre, de la Mer, qui aurait repris les corps en les faisant porter aux Rawons vers leurs tombeaux.
Le 22 mai 1138, Dame Agnès, ancienne veuve puisant dans une fraction de l'ancien douaire que lui a attribué son feu mari Godefroy de Langenstein décédé avant 1110, donne la moitié des revenus de l'église et la totalité des droits domaniaux sur la "foresta" dépendante de Rawon à l'abbaye Saint-Sauveur, à charge pour cette dernière de l'administration juste des terres et de l'église, ainsi que l'entretien du dernier séjour terrestre de ses fils. En 1140, dame Agnès se retire en religion, contribuant à la fondation de l'abbaye cistercienne de Haute Seille. La légende locale affirme qu'elle prévoyait fermement d'y rejoindre ses fils aînés disparus, mais les vieux conteurs locaux ne manquaient d'affirmer que  "Décennies de vie font changer d'avis". D'une manière plausible, ces marches vosgiennes, en particulier après le retrait des troupes messines victorieuse en 1136, étaient devenues un repaire de brigands, rassemblant des bandes de routiers pillant les habitants, et de voleurs détroussant les voyageurs au cours décennies suivantes. Dès 1137, la comtesse veillant à l'entretien et à la sécurité de la route menant de Pierre-Percée à Raon-lès-Leau y avait établi ou renforcé un péage. Vers 1157, les exactions insupportables des routiers occupant ces hauteurs, et en particulier le château de Languestein détruit, attirent l'armée de l'évêque de Metz, Etienne de Bar, guerroyant dans la région : elle y mène un siège pour déloger et exterminer les bandits. En 1158, l'escorte aguerrie de dame Agnès est victime d'une sauvage agression, et la petite troupe attaquée s'abrite derrière les retranchements de la Pierre à Cheval en 1158 : ce serait l'ermite Isembault, appelé en renfort, qui aurait soigné et conduit la comtesse mortellement blessée par un trait d'arquebuse en sa dernière demeure.
Son fils cadet, Henri, captif de l'évêque de Metz en 1136, pourra reprendre et le comté et l'avouerie de son père, avant d'y adjoindre le comté de sa mère ou ce qu'il en reste.
La moitié de l'église de Ravons a été donnée aux religieux de l'abbaye de Saint-Sauveur pour qu'ils assurent le repos de l'âme du comte Godefroy, mari d'Agnès de Langenstein. La moitié du village de Ravon, avec les familles, hommes, femmes et enfants, serves ou esclaves que la comtesse possédait dans ses petits alleux ou petits domaines francs, a été donnée à la même institution religieuse pour qu'elle assure le repos de l'âme de leur fils Vuillaume inhumée dans ladite église. La forêt du ban de Ravon couvre jusqu'aux deux monts, c'est-à-dire les Donons, les religieux pourront disposer de leur gruyer ou garde-forestier. Les admodiateurs comtaux des espaces forestiers aux différents maîtres des mohhates ou mouches à miel, c'est-à-dire les abeilles domestiques, veilleront à porter au cellerier des religieux la part de la comtesse.
La sanctuarisation et la militarisation des Raons, du temps d'Agnès de Langenstein avec son église gardienne des sépultures comtales, fortifiée tel un donjon et son village entourées de murailles défensives où se postent arquebusiers et recrues du val, dirigés par des moines-soldats, correspond autant à une fonction de sécurité et de contrôle des revenus du péage et de la fiscalité seigneuriale, qu'à une perte du contrôle technique et concret de la passe entre les côtes, maîtrisée par un simple gué puis par un pont par la communauté voisine de Raon (Raon-sur-Plaine), où passe la route principal. Mais le rôle hégémonique ne dure guère, car la voie de passage décline insensiblement.
La démographie des Rawons, à l'instar du val d'Allarmont, s'affaisse au XIIIe siècle car l'économie marchande s'accroche désormais exclusivement à l'hégémonie urbaine, aux flux de richesse centripètes, et les échanges de cette vallée montagnarde trop lointaine se rétractent, sans vigueur innovante, y compris pour les activités sidérurgiques qui doivent être commandées et soutenues par les comtes Henri II et surtout pour ne pas disparaître par Henri IV. La démographie et l'économie concrète basé sur l'exportation subissent une chute importante dans la deuxième partie du XIVe siècle, marquée par les épidémies pesteuses d'origine asiatique. Le centre important qu'était Rawons aux époques reculées, s'il reste associé à un passage de vallée entre côtes et à diverses activités de transport, est effacé localement par Luvigny sur un plan religieux ou Allarmont, préféré par les comtes de Salm, maîtres locaux de la politique. Cette politique peut s'accomplir parfois aux dépens des abbayes religieuses voisines, mais l'association de puissance entre l'abbaye de Senones et le comté de Salm est bien réelle. Les meilleures terrasses accueillaient vignes et arbres fruitiers, mais le climat plus frais et capricieux de la fin du XIVe au XVe siècle réduit considérablement ces aménagements agricoles, avant que la fin glaciale du XVIe siècle les fasse disparaître.

### Époque moderne au comté de Salm
En 1577, Ravons est une minuscule communauté enserrée entre le ruisseau de la Basse de Réquival et l'Eau blanche de la basse saint Pierre qui mène aux grandes chaumes, nommées localement lès plains. Ne comptant que 44 chefs de famille imposables notamment avec la taille, elle n'est plus qu'un modeste village de la mairie du "Val d'Allarmont", véritable subdivision administrative du comté de Salm. Son église qui devrait être entretenue par les moines religieux réfugiés à Domèvre est en piteux état. Ils sont sur le papier seigneur spirituel et temporel à Rawons, même si le comté de Salm, descendant de la lignée d'Hermann de Salm et de Dame Agnès, a gardé une partie des droits féodaux, parfois spoliés de longue date aux religieux comme des parts de dîmes lourdes ou faibles, tout en essayant d'accroître, sur l'ensemble de leur petit état en gestation, des impôts régaliens traditionnels comme la taille, les banalités en espèces, diverses taxes en nature, comme l'occupation  des maisons fixées à deux poules pour un habitat permanent, perçues au plus tard à la saint Martin ou à la saint Rémy dans le Val d'Allarmont, des impôts de circulation de marchandises ou de vivres, appelés tonlieu, y compris le thonneux local imposant les vins et les alcools importés dans le val. La moindre opération de transformation agricole est suivie de taxes ou de contrôles tatillons et exaspérants, ainsi les habitants sont tenus d'apporter leurs bleds au moulin banal de Luvigny, rénové et agrandi en 1576, pour contrôler les productions céréalières. Notons que la dîme de l'avoine et de seigle est attribuée pour un tiers aux chanoines de l'évêque de Metz, et seulement un sixième au comté de Salm.
La pression fiscale est importante dans la montagne depuis plus d'un siècle, les 44 foyers fiscaux ou familles des Ravons imposables de l'année 1577 se stabilisent, la pauvreté s'accroît infailliblement, les habitants ne comptent que 43 feux ou chefs de famille taillables en 1591. Seuls échappent en partie à la pression fiscale ceux qui doivent servir comme gardes divers, forestiers ou frotés, hommes de police ou militaire arquebusiers, les armées ou l'intendance de la dynastie comtale. Une estimation haute de la population habitant de manière permanente ou temporaire peut atteindre entre 250 et 300 individus. Il est probable que quelques familles paysannes pauvres subsistent, mais leurs membres disparaissent rapidement avec les disettes, les rares survivants sont alors contraints de devenir saisonniers mendiants ou valets. L'industrie mécanique du bois existe depuis plus de trois siècles, il existe deux scies guyot ou haut fer pour couper les tronces ou fûts de bois écorcés en planches, elles sont nommés trivialement la vieille et la neuve.
En cette fin du XVIe siècle où s'impose une première modernité, il n'existe pas vraiment de noms de famille dans le village. Les hommes cités comme maître de minuscules domaines, plus rarement tenanciers laboureurs ou fermiers cossus, portent leurs prénoms propres accolés à celui de leur père ou parfois de ce qui nomme leur mère, qui apportent les biens fonciers ou les ressources, ainsi "Colas Heman" (Hermann), "Didier Marie Claude", "Demange Cugny" (Cuny) ou "Jean Bourguignon" (fils d'un homme autrefois servant Bourgogne). Le "Gros Bastien" n'est que l'héritier ou fils unique de la famille du père Bastien, "Colas Petit Étienne" n'est nullement un prénommé Colas ou Nicolas fils d'un Étienne de petite taille comme on le croît communément, mais plutôt le fils prénommé Colas, cadet de la famille du père Étienne - ayant installé sa maison ce qui est une performance sans droit d'aînesse - , alors que son frère dénommé le "Grand Étienne" ou simplement Etienne s'il n'y a pas de confusion, aîné de la lignée, a repris la demeure de son père. La "veuve Plaisance", lorsqu'elle figure dans le rôle d'impôts, est d'abord un chef ou une cheffe de famille qui a les moyens d'élever sa famille sans déchoir, tout en payant taxes et impôts sans exemption, ce qui lui donne le droit de figurer sur le rôle d'impôt. En réalité le prénom ne compte localement que par le bien possédé par les gens notables. Les mendiants n'ont plus véritablement de noms prénoms complets, à moins d'exposer le fruit de leur honte ou la déchéance de leur lignée paysanne. Les jeunes femmes pauvres sont domestiques et servantes, elles ne doivent pas avoir d'enfant, à moins de déchoir. Même les artisans itinérants changent de nom au gré des localités traversés.
En réalité, le premier partage des terres de Salm a été réalisé du 8 au 9 novembre 1598, le comte Jean IX de Salm recevant au profit de sa nièce Christine, épouse de François de Vaudémont, une moitié des centres importants ou prestigieux du comté ancien, en particulier une moitié de Badonviller qui reste la capitale indivis avec bailliage et intendance, une moitié des châteaux emblématiques de Salm et de Pierre-Percée, une moitié de Luvigny partagé mais la totalité des communautés de la passe de Raon, dont le village secondaire de Raons.
La reconquête catholique initiée par les héritiers des princes au début du XVIIe siècle est cruelle pour les habitants de confession calviniste depuis presque deux générations.
La fin de la guerre de Trente Ans, à partir de 1633, est catastrophique pour la Lorraine et le comté de Salm. L'irruption brève et violente des troupes françaises et suédoises, suivi de la réplique souabe des Impériaux, désole le pays, de plus dévasté sur plusieurs décennies par la peste et même ravagé par l'armée lorraine repoussée d'Alsace après 1655-1658.
En 1640, l'église de la Nativité de la Vierge Marie, la place fortifiée du village sont en ruine et les dévastations autour des années 1660 achèvent de la rendre fantomatique. L'abbaye et le couvent de Domèvre, héritier de Saint-Sauveur et riches propriétaires fonciers à titre collectif, craignent de susciter la convoitise du seigneur dominant, le comte lorrain de Salm, s'il offre une partie de leurs biens forestiers pour la restauration pourtant nécessaire du patrimoine sacré. Contraint par l'évêque de Metz qui a diligenté quelques chanoines, l'abbé de Domèvre, qui a des droits quasi-épiscopaux à Ravons et ses moines s'activent finalement en 1678, transfèrent les fonts baptismaux préservés à Luvigny dont l'église accueille depuis plus de cinq décennies les pauvres paroissiens de Ravons, malgré l'état de guerre. En 1680, le doyenné de Salm fondé par l'évêque de Toul pour effacer la reconquête inquisitoriale et dont les instances sont installées à Badonvillers, établit définitivement sa tutelle religieuse sur les terres de Salm. Les travaux se ralentissent, mais se poursuivent en s'éternisant à cause de la pingrerie des responsables désignés, le retour des fonts baptismaux n'est fêté en 1719. Entre-temps, les habitants font partie de la paroisse de Luvigny et les liens entre Ravons, Raon et Luvigny se sont renforcés par de nombreux mariages.
En 1698, le marquis Pierre du Châtelet, baron de Cirey, s'empare d'un grand canton de bois. Les moines de Domèvre, héritiers de Saint-Sauveur publient un mémoire sur les bois et finage de Raon sur Plaine dit Lez Leau, biens anciens de franc alleu pour les premiers et de souveraineté régalienne pour les seconds, de l'abbaye de Saint-Sauveur en Vosges, par la donation en 1139 par la comtesse Agnès de Salm.
Pour sanctionner les lents seigneurs réparateurs, la dîme est partagée entre le comté de Salm, le curé de Luvigny et l'abbaye de Senones. La cure des Ravons ou de Raon-lès-Leaux n'est rétablie qu'en 1721, le curé de l'église de la Sainte Vierge en sa Nativité reçoit une dotation en prés, champs et taxe sur les pommes de terre. En réalité, ce n'est pas le financement des religieux, mais le retour local d'une prospérité associée à diverses nouvelles cultures, dont celles de la pomme de terre attesté bien avant 1690 dans la contrée de Salm. Elle évite déjà la famine mortelle. En 1742, le curé reçoit une pension fixe de ses ouailles qui ont préféré récupérer les terres pour la communauté croissante. En 1762, le curé, un chanoine de Domèvre, assiste à l'incendie de sa maison curiale.
Après la convention de partage du 21 décembre 1751, délimitant la Lorraine et les Trois-Évêchés, sous souveraineté française, de la Principauté d'Empire de Salm, la communauté de Raon-lès-Leau est versée au bailliage lorrain de Blâmont. Ses habitants sont tributaires de la coutume de Blâmont. L'abbé de Domèvre s'impose en seigneur spirituel et temporel, avec des droits quasi-épiscopaux sur Raon-lès-Leau. En 1778, l'évêché de Toul-Nancy amputé au sud du nouveau diocèse de Saint-Dié, par ailleurs ici tout proche sur l'autre rive de la Plaine, conserve la tutelle sur la paroisse de Raon-lès-Los.
Malgré quelques occupations françaises au XVIIe siècle, puis leurs administrations sévères qui ont accru sans état d'âme la pression fiscale, Ravon-lès-Leau, c'est-à-dire l'ancienne communauté des Raons, compte 52 foyers imposables en 1782, ce qui fait 230 habitants de ménages ou foyers solvables dont 170 sont réputés communiants. Le chiffre des habitants pourrait dépasser 300 individus si les pauvres et précaires parviennent peu ou prou à se nourrir et se chauffer avec un poêle en fonte noire.
En 1788, suivant le règlement édicté par les ministères français pour organiser l'élection municipale au sein des communautés du Royaume, et proposé avec insistance par le chapitre de l'abbaye de Domèvre, une assemblée municipale, composée de 22 membres habitants et électeurs censitaires, est réunie : elle procède à l'élection du maire, de son adjoint et de l'homme à tout faire. Ainsi le 8 juin 1788, à quatre heures du soir, sous la présidence du curé de Raon-lès-Leau, Jean-Antoine Chopin, commissaire à l'élection et du vicaire et chanoine régulier Hupenel, le vote de la communauté réduite choisit le maire Christophe Benay, le lieutenant du maire, Jean Cuny et le manoeuvrier de la commune, Jean-Baptiste Parisot (sans signature). Les témoins du procès-verbal de l'élection sont le syndic de la communauté, Vaccheidel et le greffier Jean-Claude Romary.
Le chapitre de l'abbaye de Domèvre, à savoir le prieur et les chanoines, agissent-ils au nom de l'abbé ? En tous cas, le chapitre, représenté par les simples chanoines réguliers Hainaut, Barasson, Vallée, Thisselin, Husson et surtout leurs responsables, le procureur Gabriel, le prieur François et le sous-prieur Viollant apparaît comme le seul seigneur en actes, gestionnaire des grandes forêts, incluant pâtures et chaumes. Le 3 août 1789, loin de la tourmente révolutionnaire parisienne, il émet un billet qui rappelle les diverses jouissances communautaires et fixe les prix des bois nécessaires aux bâtiments et réparations afférentes aux maisons et aisances des habitants. Il rappelle les coutumes de grasses et vaines pâtures, le droit de prendre en affouage le "mort bois" et le "bois mort". Il ne faudra débourser que 40 sous de Lorraine par troncke vive, 2O sous de Lorraine par viriée, 10 sous par panne et 5 sous par chevron. Mais il faut préalablement en justifier l'emploi sur sa propriété ou son habitation, et s'abstenir d'en faire commerce, sous peine d'amendes. Trois jours plus tard, le 6 août 1789, L'Hôte, greffier de la communauté, enregistre le papier de mise à jour des droits communautaires.
L'école de Raon-lès-Leau, comme son supérieur le curé, relève du chapitre de Domèvre. En 1789, le régent Faltrauer accueille 35 enfants, en majorité de la communauté et une petite partie de celle de Raon. Le droit d'écolage est de 8 sols par mois pour ceux qui savent écrire, 5 sols par mois pour les autres petits écoliers apprenant la lecture, le calcul et l'écrit.

### Époque contemporaine
La commune de Raon-lès-Leau, en tant que municipalité française par décret de l'Assemblée nationale, est créée le 14 février 1790 ; elle est rattachée au canton de Cirey, au sein du district de Blamont, qui, ici, se substitue au bailliage de Blâmont. En 1802, l'autorité administrative consulaire du département de la Meurthe y recense 36 feux (foyers fiscaux) et 195 habitants, la paroisse est érigée en succursale. En 1822, les registres royaux de la Restauration indiquent 55 feux et 280 habitants.
En 1843, il y a 75 feux et 394 habitants déclarés. La commune ayant droit à 10 conseillers municipaux regroupe seulement 39 électeurs censitaires. L'école mixte accueille 45 enfants en hiver et seulement une dizaine à l'approche de l'été. Le terroir en labours de printemps et d'automne représente 64 ha, les près et prairies seulement 32 ha. Le trèfle abonde dans les prairies qui sont parfois d'anciens champs épuisés en repos. Les prairies d'irrigation bénéficient de nombreuses sources d'eau captées en amont et dirigées par des rigoles maîtresses ou mères-royes, méticuleusement curées en automne pour offrir un système ouvert et au printemps pour instaurer un système restrictif d'irrigation, par les usagers des hières ou parcelles de prairies concernées, trois coupes à l'année procurent foin et regain en abondance, comme le signale un demi-siècle plus tard l'instituteur Rose. L'assolement est biennal sans jachère, l'usage des fumiers est commun, surtout dans les meix ou chenevières où poussent lin et chanvre, mais aussi sur les champs de seigle, avoine, mais aussi pommes de terres, choux et betteraves. Les bois communaux et forêts domaniales occupent 1 176 ha. L'élevage s'est spécialisé vers la vente de jeunes bovins ou élèves, gaucher et droitiers, aptes à tracter les chariots paysans, qui, modulables une fois plateau et ridelles ôtées, se transforme en divers chariots ou traineaux de débardage. La plupart des manœuvres ou modestes propriétaires du village trouve un emploi saisonnier, en hiver dans les bois, en bonne saison aux forges de Framont ou après des laboureurs exploitants le finage, au printemps et en automne ou saisons pluvieuses, auprès des scieries locales ou voisines. Il existe déjà une brasserie renommée. Les écarts principaux constamment habités se nomment Labbé, Saint-Pierre, Pacquis, Leprêtre... sans compter d'autres scieries isolées, parfois homonymes.
Au cours du XIXe siècle, le monde paysan n'a cure des frontières départementales. Raon-lès-L'eau, orthographe recommandée par Henri Lepage, que ses habitants écrivent le plus souvent Raon-lès-Leau ou à encore Raon-lès-Los, fait partie au milieu du siècle du canton de Lorquin. Il se situe à 84 km au sud-est-est de Nancy, chef-lieu de préfecture, à 33 km de Sarrebourg, chef-lieu d'arrondissement et à 23 km au sud-est-est de Lorquin. Les lettres passent par Allarmont et gagnent une fois par jour le bureau de poste de Raon-l'Étape. Les liens anciens et solidaires du vieux comté médiéval de Salm se perpétuent ainsi dans la haute vallée de la Plaine. Les terres communales étendues au nord-ouest, au nord et au nord-est est sont voisines de la commune de Saint-Sauveur par son extension à l'amont de la basse Hiéry au voisinage de la forêt de Thon, voisines de la vaste commune de Val et Châtillon à l'aval des anciennes chaumes de l'Escargot et sur les versants ou éwaux occidentaux de la chaume du Charmois, voisines de la commune de Turquestein, à partir de l'aval oriental des chaumes du Charmois, de la Basse Verdenal à la Croix Bourotte, et du revers ombré de la montagne des Hauts de Charaille et du Roulé Bacon, en limite de la chaume de Réquival ou sur les pâquis du Bon Dieu dans le vallon de la Haute Sarre à l'ombre, sous la source de la Sarre blanche incluant à l'aval la scierie du Pâquis, et jusqu'au col de la Côte de l'Engin, voisines aussi avec Wisches à mi-hauteur de la côte de l'Engin sur une ligne qui domine la vallée de la Sarre blanche et rejoint le col entre les deux Donons entre Alsace et Lorraine, au-dessus de la source de la Plaine, au cœur d'une chaume autrefois, voisines enfin avec Framont sur une mince portion près du Petit Donon,.
Henri Lepage, historien spécialiste de la seigneurie de Turquestein, retrouve enchanté à Raon-lès-Leau au XIIe siècle les traces de la comtesse d'Agnès et des puissants seigneurs de Langenstein. Dans le cimetière et autour de l'église, se trouvent de statues en pierre admirables de finesse, représentant des évêques portant la mitre, avec des vêtements en long surplis et en dentelles de pierre, malheureusement couvertes de mousses et offertes aux intempéries. Arthur Benoît y commence, en ethnologue de terrain, l'étude des limites diocésaines et des frontières seigneuriales, qui orientent sa vie de chercheur.
En 1862, le ministre de l'instruction publique et des cultes accorde une subvention - un secours dans la langue administrative de l'époque - de 2000 Francs à la modeste commune de Raon-lès-Leau pour l'acquisition d'un presbytère. La maison Jacob et le jardin attenant sont acquis auprès de ses héritiers pour 3500 F, non sans remercier et louer l'empereur Napoléon.
Elisée Reclus reprend les fiches des guides Joanne pour décrire cette vaste commune de la Meurthe, de 336 habitants, vers 1865. Elle fait partie du canton de Lorquin et de l'arrondissement de Sarrebourg, même si la voie postale passe par le bureau des postes et télégraphe d'Allarmont. Le centre du village au voisinage de la rive droite de la Plaine, à 430 mètres d'altitude, se loge, selon ses sources, entre des montagnes de 690 à 745 mètres d'altitude. Le finage cultivé au sens large s'étend sur 143 ha, un chiffre dérisoire par rapport aux 1 176 ha de bois. Les activités industrielles traditionnelles sont associées au bois et au fer, sous l'aspect de scieries et forges, bien visibles ou audibles dans le paysage.
En 1869, une ambitieuse reconstruction englobante, au-dessus de la chapelle supposée abbatiale la plus ancienne, partiellement, puis totalement détruite lors de l'aménagement intérieur, pour faire surgir l'église actuelle, est entreprise, avec la clôture du cimetière par des murs de construction moderne. L'ensemble bâti fait 26 mètres de longueur, sur 9 mètres de largeur et de hauteur moyenne. Le chœur en plein cintre est supporté par des arcs formerêts en pierre, la nef est rectangulaire, avec des fermes supportant la toiture, apparentes. Les fenêtres cintrées accueillent des vitraux désormais modernes. Il n'y a pas de porche d'entrée, la porte d'entrée, massive et cintrée, munie de deux battants, doivent supporter un clocher de pierre. La plupart des statues de pierre, exposées aux intempéries, qui ornaient la vieille chapelle-église fortifiée, reconstruite lentement par les moines, ont disparu, soit résorbées en masse informes facilement dégoupillées, soit détruites à la masse. Il ne reste que deux statues d'aspect antique, peut-être rénovées, en prière adossées au mur de l'église nouvelle, saint Quérin et Saint Nicolas. Des années plus tard, le restructuration à la fois hasardeuse et brutale de l'édifice phare de la communauté fait resurgir la légende de la comtesse de Langenstein inhumée sous l'autel de la Vierge. Déranger la dame patronesse à l'origine de l'église fortifiée a causé grand malheur.

#### Disparition des forêts en hauteur
En 1871, lors de l'annexion de l'Alsace-Lorraine à l'Empire allemand, les communes de Raon-lès-Leau et de Raon-sur-Plaine sont amputées d'une grande partie de leurs forêts et anciennes chaumes montagnardes reboisées, exigées par l'autorité militaire prussienne souhaitant occuper et fortifier le massif du Donon, en contrepartie de la préservation d'une ligne de chemin de fer à Avricourt. En 1919, lors de la restitution de l'Alsace-Lorraine à la France, le découpage administratif est maintenu, au grand bénéfice de la commune alsacienne de Grandfontaine et malgré les vives protestations raonnaises.
La négociation difficile du traité de Versailles ne pouvait accorder qu'une importance minime à ces quelque 2 000 hectares de belles forêts giboyeuses. Ces parcelles après avoir été confiées à l'administration militaire, qui les rétrocède pour la gestion à l'administration forestière du Reich, sont finalement attribuées à la commune alsacienne de Grandfontaine. Un grand désarroi a saisi ces deux communes lors du retour de l'Alsace-Lorraine dans le giron français en 1919, le statu quo politique décidé par le gouvernement français, pour éviter les conflits, les a donc tout simplement ignorées, oubliées et flouées dans leurs droits antérieures.
Le cas de Raon-lès-Leau, autrefois dans le département de Meurthe, perdant 1176 ha de forêt et 143 ha de finage cultivé ou aménagé, diffèrent sensiblement du cas vosgien de Raon-sur-Plaine. Le département de Meurthe-et-Moselle est le fruit d'une recomposition de l'ancienne Moselle et de l'ancienne Meurthe qui restait en 1871 à la France. Donner satisfaction à la revendication légitime de Raon-lès-Leau, par une rétrocession intégrale de son territoire n'est que justice pour une majorité du conseil général du Bas-Rhin en cours de l'entre-deux-guerres. Le conseil général se déclare favorable à la rétrocession en 1937, mais la commune de Grandfontaine refuse net, arguant une perte de 6000 F de revenu annuel sur son budget prévisionnel à longue durée. Les élus du Bas-Rhin se méfient surtout d'une rétrocession du territoire de Raon-sur-Plaine, susceptible d'entrainer par une logique d'engrenage juridique le retour à l'intégralité départementale des Vosges d'avant 1871, dont le Bas-Rhin serait à son tour victime La moindre concession ouvrirait la boîte de Pandore, et pourrait, pourquoi pas ? reformer les départements de Meurthe et de Moselle d'antan.
Les maires conscients d'une spoliation ont écrit aux préfets, aux présidents Mitterrand, Chirac et Sarkozy quand il était ministre de l’intérieur, en vain. Bien que leur demande soit tout à fait légitime, la réponse fut toujours la même. Il serait en effet trop complexe de modifier les frontières de trois départements et de deux provinces. Mais dans ces villages lorrains, cette décision est mal acceptée. « Les gens en parlent, le sujet revient toujours sur le tapis, ils ne peuvent pas l’accepter ». Afin d’obtenir gain de cause, les maires devraient dans les prochains jours demander une nouvelle enquête préalable au préfet puis saisir le tribunal administratif. Au sentiment d’injustice né de la spoliation, s’ajoute celui de ne pas être entendus. Un avocat a par ailleurs accepté de prendre en charge leur cause, sans demander la moindre somme aux deux communes désargentées. Ce dernier va donc attaquer, devant le tribunal administratif, l’État français. Les communes réclament encore la restitution des terrains qu’on leur a confisqué, ou à défaut, une indemnité compensatoire.

#### Vie religieuse et affaires politiques et économiques
La rétrocession des communes de Raon-lès-Leau (Meurthe-et-Moselle) et de Raon-sur-Plaine (Vosges) à la France est le fait de la promulgation à Versailles, le 10 novembre 1871, d'une convention signée à Berlin le 12 octobre 1871. La commune tronquée, limitée à 131 ha en partie basse, fait désormais partie du canton de Baccarat au sein de l'arrondissement de Lunéville à l'extrémité orientale du récent département de Meurthe-et-Moselle. L'impossibilité d'équilibrer un budget communal nécessite le recours à un quémandage de subsides incessants auprès du conseil général. Le maire Joseph Simon suivi par les habitants décident d'entraver le parcours de vidange des anciens bois devenus allemands, dont les revenus manquent à la commune démunie. Les fosses qu'ils creusent et recreusent inlassablement pour empêcher leurs débardages finissent par imposer un péage minimaliste ou droit de passage de 25 centimes par mètre cube de bois transporté aux adjudicataires des bois, après négociation accordée par l'autorité allemande, pour participer à la réfection des chemins vicinaux.
Le 3 décembre 1871, la paroisse de la commune, considérée par l'épiscopat français comme martyre, est consacrée au Sacré-Cœur-de-Jésus. En mars 1879, Raon-lès-Leau, comme sa voisine Bionville et plus bas dans la vallée, Pierre-Percée, fait partie des dix communes soustraites au canton de Baccarat, pour former le canton de Badonvillers (sic). Ces mutations administratives, postales, voire cultuelles ne sont point passives : elles se dédoublent en une prise de conscience et une demande culturelle, sociale et économique, ressentie et exigée par une minorité qui souhaite garder autant une ouverture vers l'Alsace qu'une opposition rigoureuse au diktat de force prussien, et faire front au mur du repli frileux, exacerbé par l'esprit de clocher, qui ne cesse de décrier et rejeter les réfugiés ou optants installés, venus des terres annexées devenues Elsass-Lothringen.
Le dénombrement signé par le maire Joseph Vincent le 7 mai 1872 retient 289 habitants. Le village, véritable centre communal, compte 41 maisons accueillant 47 ménages et 188 habitants. La Charaille et ses fermes éparses répartissent 59 habitants et 17 ménages en 16 maisons. En amont du village, dans le vallon du Réquival, le hameau de la scierie l'abbé ne regroupe dans un ordre lâche et distendu que 8 maisons, soit 10 ménages et seulement 35 habitants. Enfin La Rochotte n'a que deux maisons et 7 habitants, la maison de la veuve Fève née Clément à côté de celle de la famille Pierrel avec le père, la mère et leurs quatre enfants.
Le curé quadragénaire de Lay, André, est nommé à la cure de Raon-lès-Leau en 1874. Il reçoit une mutation à Girivillers en 1876. La paroisse de Raon-lès-Leau, pauvre, minuscule et excentrée dans le diocèse de Nancy, n'attire point les prêtres confirmés et moins en moins les novices à la Belle Époque.
Un petit atelier de pliage est ouvert en septembre 1875 dans un bâtiment construit spécialement à la sortie de la localité, direction Donon, en correspondance avec l'atelier de Luvigny initié trois ans auparavant l'entreprise Cartier délocalisée de Pantin. L'atelier occupe toute l'année une quinzaine à une vingtaine d'ouvrières sous la surveillance de la contremaîtresse, Mademoiselle Marie Bolle. L'atelier fonctionne jusqu'en mars 1879, date où il est supprimé et la maison vendue à un douanier.
Les cloches sont accrochées en 1881 en présence du curé Charles Biardel, du maire Joseph Simon et de son adjoint Pierre Vincent, l'élévation du clocher ayant été différée par le conseil de fabrique depuis la guerre de 1870. Il s'agit de la pose de trois cloches, une grosse et deux petites, bénites par Joseph Rollin, chanoine honoraire et curé doyen de Badonvillers. Sur la plus grosse des cloches, la dédicace commence par ce préliminaire : " Mes deux sœurs et moi devons notre existence, à la générosité des habitants de Raon Lès Leau et de donateurs étrangers". Les deux petites cloches ont été fondues par l'entreprise de fonderie Beurnel-Perrin de Nancy.
Faisant preuve d'un grand esprit d'adaptation, la commune au voisinage d'une frontière active, maintient sa population avec 294 habitants en 1881, le palier démographique stabilisé de la décennie d'après guerre est presque supérieur à la population de la fin des années 1860. Mais une lente décrue s'amorce, en 1888, il n'y a plus que 287 habitants et 73 électeurs, et l'instituteur Rose signale l'inéluctable émigration de quelques jeunes familles vers les vallées industrielles. Si le village abrite quelques vieillards, plus fréquemment meilleurs locuteurs en patois qu'en lorrain et en français régional, de plus de 80 ans, les corps de la plupart des manouvriers sont déjà usés, courbés par le dur labeur ou victimes de "rhumatismes" précoces. Répondant au questionnaire détaillé du ministère préparant l'exposition universelle, l'instituteur Rose retient quelques proverbes des anciens, issues d'ancienne divination météorologique et culturale vosgienne, exprimée en français régional du XVIIIe siècle : "Vert Noël, Blanc Pâques", "Purification goutteuse, année de lineuse", "Saint Mathias casse la glace, s'il en a pas, qu'il en fasse".
Le samedi 24 septembre 1887, Jean Baptiste Brignon, ouvrier brasseur âgé de 39 ans, premier commis à la brasserie Joseph Simon, dirigé par son cousin et maire du village, décède en parvenant à une cinquantaine de mètres de chez lui, affalé dans une calèche à 4 h de l'après-midi, criant et appelant son épouse et ses quatre enfants. L'homme a été blessé mortellement par un soldat allemand embusqué, improvisé garde-chasse et chasseur de braconniers, en fin de partie de chasse à Vexaincourt après 11 h 20. Voilà la seule victime de l'affaire de Vexaincourt. Son autopsie a lieu dimanche car les autorités judiciaires ont envisagé en cours de l'enquête l'emploi d'une arme de guerre et peut-être à munitions explosives. Après une veillée funèbre, les obsèques organisé le lundi matin attirent des centaines de personnes. La foule venue pour le Baptiste et sa famille ne peut rentrer dans l'église tapissée de branches de sapin, où deux messes solennels se suivent, d'abord celle du curé de Raon-lès-Leau et ensuite celle du curé de Luvigny, dernier confesseur du moribond à qui il a conféré l'extrême-onction. Le corps de l'infortuné est conduit au cimetière par 400 personnes, il est enterré devant des autorités officielles, les magistrats Lucien Sadoul et Paul de Tissot qui mène l'enquête, le commandant de gendarmerie accompagné d'un peloton en grand uniforme, des délégations du corps des forestiers et des chasseurs. Le discours improvisé de Monsieur Le Bègue, banquier de Nancy, adjudicataire et compagnon de chasse, à la fois simple et maladroitement lyrique, émeut la foule, tout comme la simple croix de bois marquée J.B.B. et l'argile rouge et crue sur laquelle elle est plantée impressionnent les administrateurs et journalistes présents. L'affaire de Vexaincourt commence à faire grand bruit. À l'issue de la cérémonie, le maire Simon déclare : "J'avais six enfants, j'en aurais dix".
L'après-midi du lundi 24 septembre 1888, sans annonce officielle à son de caisse par le garde champêtre de la mairie, un monument grandiose, une colonne tronquée de 3 mètres de haut, supportant un drapeau marqué "1887, Patrie", œuvre du sculpteur Eugène Laurent érigée par une souscription de la Ligue des patriotes fondée en 1872 par Paul Déroulède, soutenue par le journal "Petit Pioupiou", monument qui n'est pas encore achevé, est inauguré à l'entrée du cimetière de Raon-lès-Leau. Le matin, à 10 h, beaucoup d'habitants de Raon-lès-Leau et Raon-sur-Plaine, ainsi que le couple Lebègue, assistent avec émotion et recueillement à une grand messe solennelle, précédée de deux messes basses, organisées par le curé de la paroisse, Putegnat, à la demande de la veuve Brignon. Quelques personnalités étrangères au village, parmi lesquelles M. Edinger et M. Biot, respectivement directeur et rédacteur du journal, M. Gallian et M. Dick de Lonlay de la Ligue des Patriotes, se pressent après une heure de l'après-midi prenant part à une cérémonie idéologique sur la frontière de l'Alsace perdue, à 10 minutes de la forêt et à 20 minutes de la frontière décriée. Leurs discours fourmillant de revendications patriotiques et nationalistes dévoilent une opinion commune du courant boulangiste sur la guerre et la frontière subie, nullement condamnable, mais l'agent de sureté général auprès de la préfecture de Meurthe-et-Moselle, M. Gerber, remarque une inscription litigieuse "1870-18.." suggérant une annexion passagère et une reprise des hostilités. Le maire Simon prend un arrêté sur le champ interdisant l'inscription maladroite. Elle est enlevée par un ouvrier muni de ciseau, soulevant protestations et discussions des maîtres d'œuvre et inaugurateurs parisiens. Des propos virulents sont alors échangés en tête à tête, d'une part entre M. Haxo, maire de Raon-l'Étape et M. Biot et d'autre part, entre M. Thiébaut, mercier à Raon-l'Étape et M. Gallian. Des chasseurs, parmi lesquels ceux de la chasse mortelle, Désiré Arnould, Valentin, Chanal, Demangeon et des maires, à commencer par celui de Luvigny, manifestent leur soutien à la République, et crient "Vive Jules Ferry" quand ils ne jouent pas de la trompe, pour divertir la discorde cacophonique. Ni les familles Brignon, de Wangen et Lebègue n'ont tenu à assister à cette curieuse cérémonie, où des étrangers parisiens viennent donner avec morgue et arrogance des leçons de patriotisme et d'ardeur au combat. Il est vrai que cette instrumentalisation nationaliste sur la tombe du pauvre Jean-Baptiste Brignon passe mal dans le Val d'Allarmont. Partout ailleurs l'affaire de Vexaincourt est en partie oubliée, et dans quelques années, plus personne ne se souviendra de la modeste victime Brignon, déjà parfaitement oubliée sur la face principale du monument.
Le prudent conseil municipal de Raon-lès-Leau, au contraire de celui de Bionville, n'adhère pas pleinement à l'article 2 des lois du 9 juillet 1889 et du 22 juillet 1890, qui supprime la vaine pâture. Elle admet une dérogation sur les terrains vagues et les terres non ensemencées, pour ne pas persécuter ou chasser les plus modestes éleveurs de la commune.
Raon-lès-Leau, à 55 km de Lunéville, chef-lieu d'arrondissement, et 20 km de Badonviller, chef-lieu de canton, est desservie par la poste de Raon-sur-Plaine située à 1 km, et par la voiture publique qui s'arrête au même endroit tous les soirs à 3 heures. Y résident en 1892 deux aubergistes, Simon et Vincent, le boulanger Dony, le brasseur et maire Joseph Simon, le buraliste Kaster, le maréchal-ferrant E. Vincent, le sabotier Arnoux, le serrurier J. Vincent, les voituriers, Joseph Vincent et Dony. Quatre scieries sont en activité : une scierie appartenant à l'entreprise de Charles Lecuve, et les scieries appartenant à Boulangeot, Lorrain et à la veuve Magron. La fête patronale de la Nativité de la Sainte-Vierge est fixée au premier dimanche de septembre.
Un incident survient à moins d'une centaine de mètres de la frontière le samedi 17 décembre 1892 à 6 h 30 du soir : le sieur Clément, bûcheron de 33 ans, domicilié à Bionville, père de quatre enfants, revenait à la brune d'un chantier de travaux forestiers en pays annexé. Passant à 500 mètres de la maison forestière allemande, à moins de 300 mètres de la frontière de Raon-lès-Leau, l'homme au grand chapeau aperçoit d'abord l'ombre silencieuse d'un garde-forestier allemand, encombré de son fusil de service, elle se précipite sur lui sabre au clair. Il tente de fuir, mais reçoit trois coups sur la tête et un sur l'épaule. Gisant à terre, la victime médusée perd son sang et crie, supplie son bourreau. Le garde forestier alsacien, Zickermann, comprend sa méprise, et confus, arrête l'agression, il regrette son geste malheureux en s'exprimant poliment en français. Il croyait s'acharner sur le braconnier Kester dont la tête était mise à prix et qu'il guettait maladivement depuis des semaines, à la suite d'un renseignement officiel. Il porte maintenant secours à sa victime et l'aide à se mouvoir vers la maison de la famille Legros, première habitation de Raon-lès-Leau à 150 mètres. Mademoiselle Hortense Labadie a entendu l'agression et les cris des protagonistes, elle est la première témoin de l'affaire. Le forestier rasséréné porte les premiers soins au patient dans la maison Legros. Le transport de la victime choquée vers le village s'effectue en chariot, où le docteur Wendling soigne les graves blessures. Une enquête de gendarmerie est ouverte par la demi-brigade de Badonviller, le parquet de Lunéville, puis de Nancy, sont saisis en urgence, les magistrats diligentent leur enquête sur place jusqu'à 11 h du soir, mardi 20 décembre. Les preuves concrètes de l'agression, en leur possession, sont évidentes : le chapeau déchiré du bûcheron Clément dévoile quatre entailles, le garde-forestier à l'esprit dérangé, Zickermann, a oublié son grand sabre maculé de sang et son bâton ferré de fonctionnaire forestier à la maison Legros. L'émotion est grande pendant quelques jours dans le Val d'Allarmont, alors que le sieur Clément commence à se rétablir chez lui.
L'Almanach-Annuaire de l'arrondissement de Lunéville décrit succinctement pour l'année 1903 le petit village à 55 kilomètres de Lunéville et ses écarts, à savoir La Charaille et la Scierie l'Abbé, mentionnant les scieries Lecuve, Toussaint, Marande et Pichon en activité. La commune ne compte que 177 habitants et 55 électeurs, qui ont choisi le maire Joseph Simon et son adjoint Joseph Vigneron pour les représenter en premier chef. La Poste est à Raon sur Plaine à 1 kilomètre, la voiture publique qui conduit à Raon-l'Étape y part tous les soirs à quatre heures, assurant un retour à 10 heures du matin. Le curé Seel, l'instituteur Simonin, le garde champêtre Joseph Dony figurent parmi les personnalités de la commune, au même titre que les aubergistes Simon, Jean-Baptiste Finance et la veuve Knipiler, sans oublier le voiturier Charles Finance, ou parmi les artisans, le charpentier Charles Valentin et le sabotier Arnoux.
Monsieur Simonin, instituteur à l'école du village en 1904, rêve de grandes bibliothèques roulantes, qui puissent assurer des prêts de livres et revues sur un, deux ou trois cantons ruraux. Le maire de Raon-lès-Leau, Joseph Simon fils en fin de mandat, sans être cité nominalement, est accusé ouvertement par les radicaux républicains du canton d'être un partisan tiède ou un ami hypocrite des paroissiens catholiques. L'interprétation de cette position trop conciliante, ostracisée par les farouches républicains, peut être différente, si on prend en compte une volonté de maintenir une vie commune villageoise dans une commune et une paroisse tronquées, dramatiquement étriquées par manque de ressources et en perte d'habitants ou de paroissiens.
Le 13 décembre 1906, avec la retraite du curé, il n'y a plus aucun desservant ni service pastoral ou dominical à Raon-lès-Leau. La paroisse est alors rattachée à celle de Raon-sur-Plaine.

### Grande Guerre, Entre-deux-guerres,IVeRépublique
Au sortir de la Grande Guerre, après que le maire de Raon-sur-Plaine, Paul Mathieu, ait essuyé un premier refus de la restitution de ses forêts et chaumes, par sa demande au président Poincaré, Raon-lès-Leau, à nouveau dépourvue de revenus, réitère chaque semestre, voire plusieurs fois chaque année après 1921, les demandes de retour de ses anciennes dépendances forestières au ministère de l'intérieur, place Beauvau. Les lettres toujours renouvelées, probablement archivées, restent le plus souvent sans réponse.
Le foyer rural, association pour fédérer les initiatives de développement et d'animation propres à lutter contre l'exode rural, est fondé en 1924. Le maire de Raon-sur-Plaine, Pierre Mathieu en est le président, secondé par l'instituteur Gérard, directeur du Foyer Rural, responsable des nombreux bénévoles organisés en diverses sections ou services. La salle, progressivement équipé d'estrade et de machines de scène, permet autant des conférences que des spectacles divers, des bals ou des répétitions de danses. Des équipements sanitaires, notamment les bains-douches et des toilettes modernes, sont utiles à la main d'œuvre et aux marcheurs venus d'ailleurs. Le 17 mai, une conférence sur les assurances mutuelles de M. Rémy a attiré foule, notamment les habitants des quatre communes qui soutiennent le foyer rural, à savoir Raon-lès-Leau, Raon-sur-Plaine, Luvigny et Vexaincourt. Ensemble, les habitants des villages ont souscrit dans l'enthousiasme à deux mutuelles, une pour le bétail et une pour l'incendie. La fête de la Pentecôte 1925 est fébrilement préparée. La fanfare du Foyer accueille le 31 mai à 1 h 30 les artistes de l'UFA de Nancy, qui prépareront un spectacle à base de comédie, vaudeville et concert. Des transports spéciaux, par train et autobus, ont été prévus sur les axes principaux qui mène à Raon-lès-Leau. L'après-midi théâtrale et la soirée de concert doivent se terminer par une soirée dansante. Dimanche 22 novembre, la fête sainte Cécile a été honorée en fanfare, celle de Raon-l'Étape ayant rejoint la fanfare du foyer, et en danses et rondes nocturnes.
Au terme du premier hiver rigoureux, ou simplement montagnard depuis 1924, hiver qui se clôt en mars 1929, des avaries aux bains-douches, causées par un gel sibérien, appellent des réparations spéciales en urgence et à long terme une révision de l'ensemble des installations qui s'annonce coûteuse. Les dommages à la chaudière et aux radiateurs sont conséquents dans un bâtiment pratiquement sans isolation, les tuyaux nullement tracés en sous-sol ont éclaté, la motopompe qui servait à la prise d'eau est hors service du fait de l'effet de l'humidité givrée sur l'électroaimant du moteur. Même les conduites d'adduction d'eau et les vidanges des sanitaires et eaux usées, placées trop légèrement sous terre, ont été gelées et bouchées au dégel. Probablement, pour ne pas gêner les travaux, la section comédie organise un spectacle de théâtre délocalisé à Luvigny le 27 avril à 20 h. Mais il faut transporter scène et décor de la pièce de Labiche vers la petite salle luvinoise d'accès étriqué, une rude tâche technique à laquelle s'attellent les machinistes bénévoles et sociétaires du Foyer. Fort heureusement, le professeur William de l'école de théâtre de Nancy, à la fois illusionniste, mime et imitateur hors pair, est invité à se produire en première partie.
De rapides travaux, associés à une adduction revue par captation sur la rivière, ont permis de rouvrir les bains-douches le 4 mai 1929, Madame Koble, la préposée en chef bénévole assurant le service avec d'autres bénévoles, le samedi de 10 h à 21 h et le dimanche de 6 h à 11 h. Des tickets gratuits ont été distribués aux ouvriers forestiers ou agricoles, aux habitués et aux divers nécessiteux qui n'avaient pu avoir accès à ce service utile pendant plusieurs mois. Les tarifs sont fixés pour les douches à 1,50 F, pour le bain à 2 F. Mais il faut songer à la fête patronale de la Pentecôte, le dimanche 19 mai, et son traditionnel bal avec orchestre qui jouera avec des intermèdes, notamment laissant une longue pause en soirée entre 19 h et 20 h à la salle des fêtes que représente dans ce cas le Foyer rural.
Les organes dirigeants du Foyer rural ont pris la décision d'annuler la fête rurale et la prestation de la fanfare le 14 juillet 1929. Des ondées et orages multiples fin juin et début juillet expliquent les retards des travaux de fenaison et la pénibilité de récoltes urgentes et délicates des fourrages. Il ne faut pas gêner le travail agricole en retard. Il y aura d'autres occasions pour divertir ouvriers, faneurs et saisonniers. Les membres de la fanfare se répartiront exceptionnellement dans les trois orchestres de la vallée, pour participer aux réjouissances du 14 juillet. Mais le foyer rural ne reste pas désert longtemps. Il suit son lourd programme annuel : le 21 juillet il accueille la fanfare de La Claquette et de La Broque qui accompagne à Saint-Clément M. Gérard, par ailleurs directeur de l'école de Raon-lès-Leau, qui enregistre cette année deux réussites ou succès scolaires, donnant accès aux bourses nationales, avec ses élèves Andrée Gérard et René Beck. Le 28 juillet, à 9 h, les œuvres scolaires de Saint-Clément, autant péri- que post-scolaires, sont accueillies par le comité du Foyer avant une longue sortie en nature. La fanfare réunie au grand complet à 18 h 30 est chargée de réjouir les promeneurs fourbus, avant la réception officielle de 19 h. La soirée dansante est ensuite ouverte à tous, à envisager en une sorte de bal du 14 juillet différé. À la fin de l'année 1929, M. Galle est nommé directeur par l'Assemblée générale de l'association.
Un journaliste du Télégramme des Vosges, souhaite connaître fin août 1933 la petite commune du bout de la pittoresque vallée de la Plaine, qui, dépouillée de ses forêts par l'annexion de 1871 et maintenant au carrefour de quatre départements, suscite une sincère sollicitude d'une majorité d'élus locaux de part et d'autre du massif vosgien. Il part à la rencontre de son maire Joseph Simon, admirant les eaux claires et les fontaines, observant un foyer rural et des bains-douches, modernes et propres, et des maisons et auberges proprettes. Le maire habite une des dernières maisons du village. Lorsqu'il arrive après avoir gravi la côte à pied, le père Simon est parti sur la propriété de son fils, fournir l'aide à sa famille en train de finir de faner et rentrer les regains. Revenu, l'homme encore vigoureux ne mâche pas ses mots. L'espace communal, où vivent encore 120 habitants et 35 électeurs, n'est plus qu'un cul de sac de prés, les réclamations de son prédécesseur, le maire Joseph Finance, décédé en juillet 1932, n'ont point abouti depuis quinze ans, malgré les espérances d'après-guerre et les relances inlassables. Il y a aussi les absurdités administratives qui se cumulent avec le temps : ce village montagnard du canton de Badonviller en Meurthe-et-Moselle est desservi par le train, la route et la poste des Vosges, alors que la gendarmerie est restée à Cirey. L'encerclement forestier de la commune de Granfontaine est vécue plus douloureusement qu'à l'époque de l'Elsass-Lothringen, avant l'été 1914. La vidange des bois de l'étage supérieur, avec le débardage de plus en plus mécanisé, ravage et massacre le réseau vicinal. Or les chemins vicinaux sont à la charge de sa commune bien modeste, privée qu'elle est, depuis 63 ans des anciens revenus forestiers.
L'auberge de jeunesse, intitulée pompeusement "Centre du Donon" et installée dans l'entresol du Foyer rural, est inaugurée le 23 septembre 1934. L'objectif affiché est l'accueil des jeunes gens des villes voisines que sont Nancy, Saint-Dié, Epinal, les week-end en toute saison ainsi que d'éventuels groupes de randonneurs pendant les vacances scolaires ou autres congés d'entreprises. L'entrée modique est prévue inférieure à 3 F. Les travaux des derniers mois ont permis de construire et d'aménager deux vastes dortoirs de 15 lits chacun, avec cuisine et salle à manger attenantes, ainsi qu'une bibliothèque faisant office de bureau du Foyer-auberge et des locaux sanitaires complémentaires. Les bains-douches existants n'ont pas été modifiés. L'inauguration se déroule en trois temps forts : matinée théâtrale, puis à 14 h 30, spectacle de l'amicale Jules Ferry de Nancy avec son orchestre, avec entrée payante de 2 à 3 F, enfin à partir de 20 h 30, soirée dansante à grand orchestre, comprenant une structure symphonique complétée par des cuivres, avec une entrée payante à 2 F. Si d'aventure des randonneurs fourbus ou des inaugurateurs fatigués voulaient étrenner les installations et les chambrées de l'auberge flambant neuve, prière d'attendre la fin des cavalcades nocturnes de l'étage supérieure pour trouver un digne et court sommeil, bien souvent au lever du jour, avant la mise en fonction de la chaudière pour les bains-douches.
En 1936, la commune ne compte plus que 90 habitants permanents. Elle a perdu en quatre années de crise le quart de sa population, et pire, la fraction la plus jeune. Les jeunes travailleurs saisonniers, que ce soient vers l'accueil des touristes d'été ou des randonneurs, les scieries modernisées, les bois et les forêts en mauvaise saison, les carrières en particulier de trapp en bas de la vallée, ont émigré vers des destinations lointaines. Il n'y a plus dans la haute vallée comme autrefois de scierie Lecuve, de tissage Antoine, de petites fabriques ou forges d'antan.
Un climat de douce nostalgie envahit le petit village, non sans quelques jours festifs. Lundi 20 décembre 1937, aux derniers jours de l'Avent, le couple formé le 9 janvier 1888 à Raon-lès-Leau par Joseph Prône et Amélie Finance fête à l'avance ses noces d'or, organisant un banquet d'une centaine de joyeux convives à l'auberge rustique, nommée en lettres rutilantes "Café Finance". Les Prône et les Vincent sont à la Belle Époque des familles de bûcherons de Raon-sur-Plaine et de la Haute vallée, les Finance des laboureurs et voituriers de Raon-lès-Leau. Joseph Prône est né en 1860 à Raon-sur-Plaine, sa dulcinée Amélie est née en 1861 à Raon-lès-Leau. Les deux vieux tourtereaux se souviennent de leur jeunesse et de l'invasion de 1870. Les affres de la Grande Guerre sont encore présentes : deux enfants du couple sont morts aux champs d'honneur, Paul à la bataille de Fauquevillers le 11 octobre 1914, Joseph tombé à Soyécourt le 4 septembre 1916. Les vieux parents narrent avec émotion l'ultime fois qu'ils ont vu, en chair et en os, leur petit Joseph, chasseur à pied en mouvement de retraite, après la bataille du Donon, le 22 août 1914, venir les embrasser. Douloureux souvenirs familiaux lors de l'évacuation de la haute vallée après le grand bombardement de 1918, les vieux parents Prône ayant succombé aux épidémies dans les camps à Anvers, avant le grand rapatriement salvateur vers la France. La soirée se clôt au Foyer Rural présidé par M. Benay, le dévoué maire de Raon-sur-Plaine avec un bal populaire animé d'un orchestre, ouvert à tous.

## Politique et administration

### Intercommunalité
Raon-lès-leau, comme sa voisine Bionville, a la particularité d'appartenir à la fois au canton de Baccarat en Meurthe-et-Moselle et à la communauté d'agglomération de Saint-Dié-des-Vosges principalement composée de communes du département des Vosges.

### Budget et fiscalité 2022

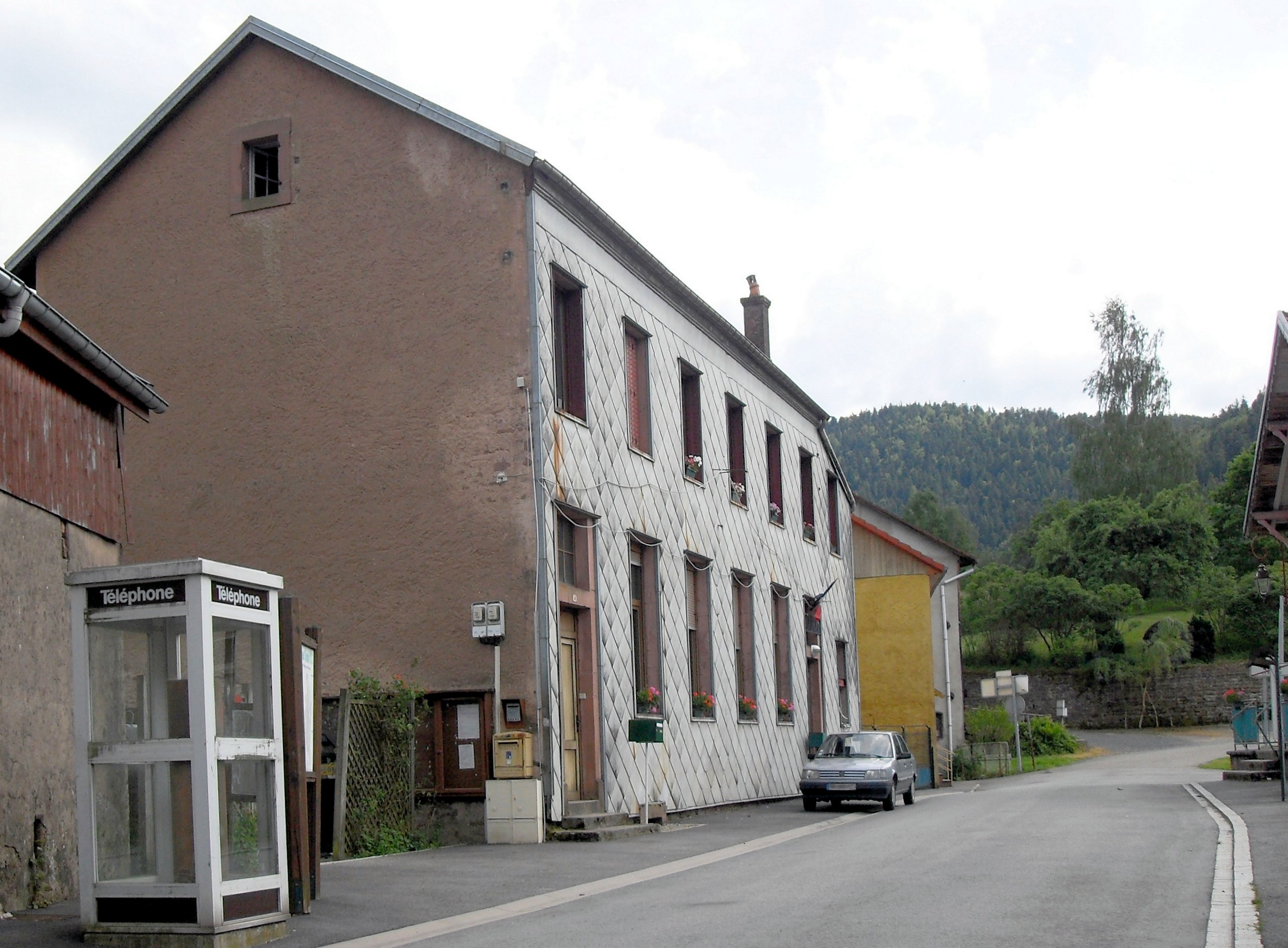
La mairie-école.

En 2022, le budget de la commune était constitué ainsi :
- total des produits de fonctionnement : 68 000 €, soit 1 839 € par habitant ;
- total des charges de fonctionnement : 69 000 €, soit 1 874 € par habitant ;
- total des ressources d'investissement : 53 000 €, soit 1 420 € par habitant ;
- total des emplois d'investissement : 42 000 €, soit 1 147 € par habitant ;
- endettement : 91 000 €, soit 2 466 € par habitant.

Avec les taux de fiscalité suivants :
- taxe d'habitation : 16,28 % ;
- taxe foncière sur les propriétés bâties : 24,54 % ;
- taxe foncière sur les propriétés non bâties : 18,14 % ;
- taxe additionnelle à la taxe foncière sur les propriétés non bâties : 0,00 % ;
- cotisation foncière des entreprises : 0,00 %.

Chiffres clés Revenus et pauvreté des ménages en 2021 : médiane en 2021 du revenu disponible, par unité de consommation.

## Population et société

### Démographie

#### Évolution démographique
L'évolution du nombre d'habitants est connue à travers les recensements de la population effectués dans la commune depuis 1793. Pour les communes de moins de 10 000 habitants, une enquête de recensement portant sur toute la population est réalisée tous les cinq ans, les populations de référence des années intermédiaires étant quant à elles estimées par interpolation ou extrapolation. Pour la commune, le premier recensement exhaustif entrant dans le cadre du nouveau dispositif a été réalisé en 2008.

En 2022, la commune comptait 39 habitants, en évolution de −2,5 % par rapport à 2016 (Meurthe-et-Moselle : −0,13 %, France hors Mayotte : +2,11 %).
| 1793 | 1800 | 1806 | 1821 | 1831 | 1836 | 1841 | 1846 | 1851 |
| ---- | ---- | ---- | ---- | ---- | ---- | ---- | ---- | ---- |
| 188  | 215  | 152  | 255  | 257  | 369  | 394  | 377  | 372  |

| 1856 | 1861 | 1872 | 1876 | 1881 | 1886 | 1891 | 1896 | 1901 |
| ---- | ---- | ---- | ---- | ---- | ---- | ---- | ---- | ---- |
| 358  | 336  | 289  | 295  | 294  | 287  | 250  | 213  | 177  |

| 1906 | 1911 | 1921 | 1926 | 1931 | 1936 | 1946 | 1954 | 1962 |
| ---- | ---- | ---- | ---- | ---- | ---- | ---- | ---- | ---- |
| 186  | 194  | 156  | 143  | 121  | 104  | 66   | 56   | 59   |

| 1968 | 1975 | 1982 | 1990 | 1999 | 2006 | 2008 | 2013 | 2018 |
| ---- | ---- | ---- | ---- | ---- | ---- | ---- | ---- | ---- |
| 47   | 37   | 16   | 24   | 27   | 37   | 40   | 40   | 37   |

| 2022 | - | - | - | - | - | - | - | - |
| ---- | - | - | - | - | - | - | - | - |
| 39   | - | - | - | - | - | - | - | - |

### Enseignement
Établissements d'enseignements : 
- Écoles maternelles et primaires à Grandfontaine, Allarmont, Schirmeck, La Broque.
- Collèges à La Broque, Schirmeck, Cirey-sur-Vezouze, Senones
- Lycées à Schirmeck, Urmatt, Raon-l'Étape, Sarrebourg.

### Santé
Professionnels et établissements de santé :
- Médecins à Schirmeck, La Broque, Rothau, Celles-sur-Plaine, Wisches.
- Pharmacies à Schirmeck, La Broque, Rothau, Celles-sur-Plaine, Wisches.
- Hôpitaux à Schirmeck, La Broque, Rothau, Abreschviller, Badonviller.

### Cultes
- Culte catholique, Paroisse Le Bon-Père-Fourier des Vosges[116], Diocèse de Nancy.

## Économie

### Entreprises et commerces

#### Tourisme
- Hébergements et restauration à Grandfontaine, Abreschviller, Plaine, Belval, Saulxures.

#### Commerces
- Commerces et services de proximité.

## Culture locale et patrimoine

### Lieux et monuments sur la commune actuelle, sur l'ancien territoire communal d'avant 1870, ou à proximité de celui-ci

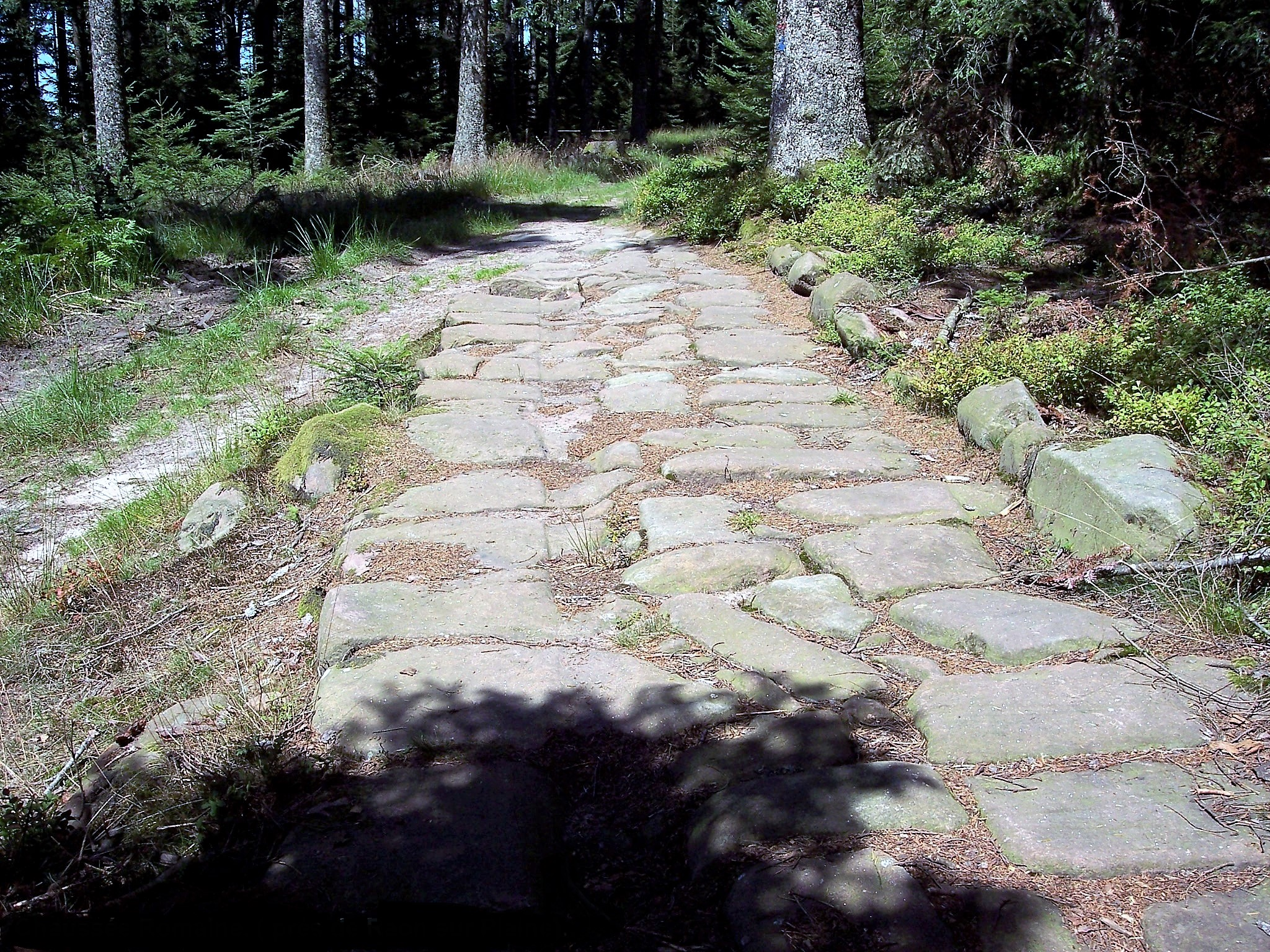
Chemin d'Allemagne (commune de Grandfontaine, ancienne partie de Raon-lès-Leau).

- Église de la Nativité-de-la-Vierge reconstruite en 1868, sur l'emplacement de l'église et de la chapelle fortifiée, restaurée et agrandie après 1730 par les moines de Saint-Sauveur, curés de la paroisse des Raons[117].

Mobilier de l'église.
- Le Foyer rural, inauguré en 1924, avec un entresol aménagé en auberge de jeunesse, inaugurée en septembre 1934
- Brasserie Simon, devenue la Maison du Vannier, en septembre 2018[119].

Anciens lieux emblématiques autrefois sur le territoire communal.
- La cabane de la Charaille (alt. 705 m), au-dessus de Raon-lès-Leau[120].
- Le panorama de la Charaille, sur la vallée de Raon-lès-Leau et Raon-sur-Plaine.
- L'abri du Roulé Bacon (alt. 736 m, en arrière de la Charaille)[121].
- Le chemin d'Allemagne[122], près de l'abri (chalet alpestre ou cabane) du Roulé Bacon. Il s'agit d'une voie pavée reliant les hauteurs, en particulier les hauts replats surplombant la vallée de la Seille parvenant aux cols du Donon par le nord-ouest. Lors des fouilles du début des années 1970, un tronçon avec des dalles massives, irrégulières en grès rouge, a été dégagé sur 400 mètres. La distance des ornières, marquant probablement la trace des roues des petits chariots ou bannes véhiculant le charbon de bois, est de l'ordre de 1,33 mètre[123].
- La cabane Dersou, dans le massif forestier de Turquestein-Blancrupt.

### Personnalités liées à la commune
- Jean-Baptiste Brignon, né à Turquestein, fils de Jean-Baptiste Brignon et Louise Morlay, commis brasseur de 39 ans, chasseur mortellement blessé lors de l'affaire de Vexaincourt.
- Henri Gérard, né en 1886 à Vigneulles, mort à Nancy en février 1950, instituteur à Raon-lès-Leau en 1913, gravement blessé au Grand Couronné en 1914, animateur après guerre de l'Armoire lorraine, et un des fondateurs, si ce n'est l'initiateur, du Foyer rural, dont il est le premier directeur jusqu'en 1929, date de sa mutation à Lunéville comme directeur d'école.
- Guillaume de Langstein et Hermann de Salm, les deux aînés de dame Agnès de Langenstein, comtesse de Langstein, puis de Salm.
- Joseph Simon, maire de Raon-lès-Leau de 1878 à 1906, né en 1846 et époux d'Héloïse Brignon[124]. L'homme, fils d'un ancien maire, tenait la brasserie Simon, réputée pour sa bière au-delà de la vallée. L'élu trentenaire, à peine nommé à la tête de la mairie, est confronté aux graves déséquilibres financiers du budget communal, du fait de la perte essentielle de la forêt communale, conséquence du traité de Francfort. Le brasseur réfléchit aux diverses façons de renflouer la caisse commune après la spoliation injuste. Dans son livre À l'ombre du mirabellier, Fernand Rousselot raconte comment le vieux patron brasseur met en émoi les chancelleries allemande et française[125]. Partant du constat que les Allemands étaient obligés d'emprunter un chemin communal pour sortir le bois abattu, il fait alors creuser un large fossé en travers du chemin et demande au garde-champêtre d'empêcher quiconque de passer. Alerté par les autorités prussiennes du Reich, le gouvernement français demande à la sous-préfecture de Lunéville de lui adresser un ordre de passage des bois coupés, mesures qui restèrent vaines. Après avoir dressé procès-verbal, la gendarmerie fait combler le fossé. Peine perdue ; l'obstacle en creux est de nouveau là, fraichement creusé le lendemain. Nouveau procès-verbal, nouveaux travaux de remblaiement et nouvelle peine perdue : le fossé réapparait à chaque reprise. Pragmatiques, les autorités forestières allemandes retirent leur plainte et négocient avec le maire, acceptant de payer un droit de passage à la commune lésée. Voilà comment l'édile d'une minuscule commune fait céder les autorités forestières du gouvernement prussien dirigé par Bismarck[125].

### Héraldique
| Blason de Raon-lès-Leau | Blason  | De gueules à la cotice d'or et la cotice en barre ondée d'argent passées en sautoir, accompagnées en chef et en pointe d'un besant d'argent, et accostées de deux saumons adossés du même ; à la crosse contournée d'azur brochant sur le tout. |
| Blason de Raon-lès-Leau | Détails | la présence de deux saumons adossés indique l'appartenance historique de la commune à la principauté de Salm |